# 몰리에르
장바티스트 포클랭(프랑스어: Jean-Baptiste Poquelin), 통칭 몰리에르(프랑스어: Molière)는 프랑스의 배우이자 극작가로, 1622년 1월 15일 파리에서 세례를 받고 1673년 2월 17일 그곳에서 사망했다.
파리의 상인 가정에서 태어난 몰리에르는 21살의 나이로 여배우 마들렌 베자르와 열댓 명의 동료들과 함께 일뤼스트르 테아트르 극단을 창설하고자 모였으나, 유명 극작가들과 협업했음에도 불구하고 파리에서 인정받는데 실패하고 만다. 13년 동안 몰리에르와 베자르는 여러 후원자들의 계속된 지원으로 유지하던 유랑 극단에 속하며 프랑스 왕국 남부 지방을 편력했다. 이 시기 몰리에르는 몇 편의 익살극과 짧은 희극, 그리고 자신의 처녀작인 긴 분량의 희극 두 편을 써냈다. 1658년에 파리로 돌아온 지 얼마 안되어 몰리에르는 자신의 극단을 이끌고 어린 루이 14세의 궁정에서 총애 받는 배우이자 작가가 되어, 그들 앞에서 당대 최고의 무대 연출가, 안무가, 음악가와의 협업으로 수많은 공연을 펼쳤다. 몰리에르는 자신이 주연 배역을 맡은 《상상병 환자》의 네 번째 공연이 끝나고 몇 시간 뒤, 51세의 나이로 사망했다.
연극 형식의 위대한 창조자이자 자신이 쓴 대부분의 작품에서 주역을 소화해 낸 연기자였던 몰리에르는 언어, 제스처, 시각, 상황과 같은 희극이 지닌 다양한 요소들을 개발했으며, 익살극부터 성격극까지 희극의 모든 장르를 익혔다. 몰리에르는 복잡한 심리를 지닌 개별적인 등장 인물들을 창조했는데, 이 같은 인간상은 머지 않아 하나의 전형이 되었다. 명석하고 날카로운 관찰자이던 몰리에르는 동시대의 관습과 행동을 그려내며, 궁정과 도시 관중 모두가 희열감을 느낄 수 있게 성직자들과 왕국의 고관들을 묘사하는데 거침없었다. 가벼운 오락거리가 지닐 한계와는 동떨어진 몰리에르의 위대한 희극 작품은 사회 구조의 공고한 원칙들을 문제 삼으며, 떠들썩한 논쟁과 성직계의 지속적인 적대감을 불러왔다.
총 삼십 여 편에 달하는 몰리에르의 희극 작품 중에는 산문도, 운문도 있으며, 도입부에 무용극과 음악이 있는 작품도, 없는 작품도 있는데, 이 작품들은 모두 프랑스 문예 교육의 한 축으로서 자리매김해 왔다. 몰리에르의 작품은 프랑스와 전 세계에서 큰 성공을 계속 거두어 왔으며, 보편 문학의 기준 가운데 하나로 남아 있다.
몰리에르의 기념비적인 삶과 강렬한 개성은 여러 극작가들과 영화가들에게 영향을 끼쳤다. 마치 독일어가 '괴테의 언어', 영어가 '셰익스피어의 언어', 스페인어가 '세르반테스의 언어', 이탈리아어가 '단테의 언어'라고 비유되듯이, 몰리에르가 프랑스와 프랑스어권 문화에서 차지하는 상징적인 위치의 증거로서 프랑스어는 일반적으로 '몰리에르의 언어'라고 비유된다.

## 생애

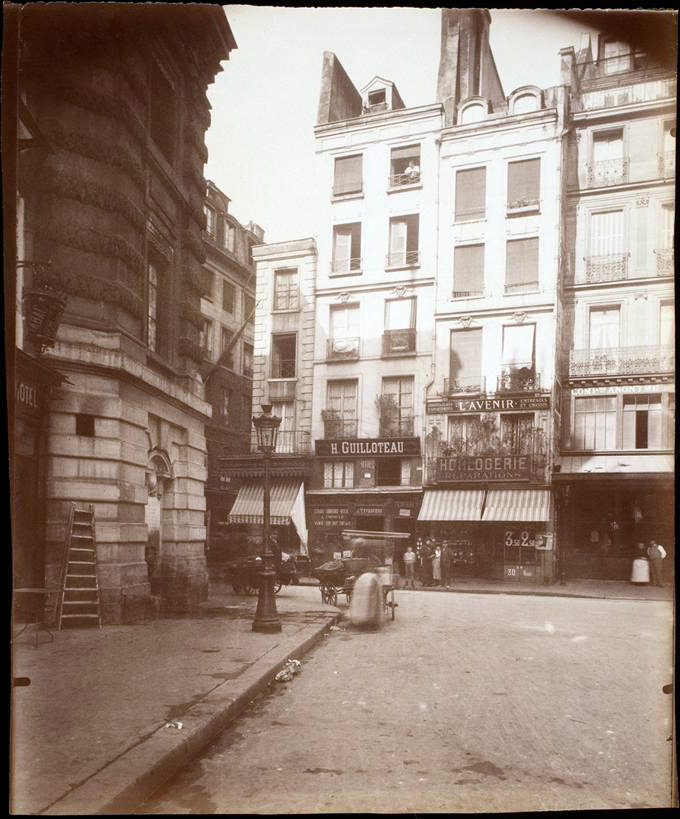
"몰리에르가 태어난 장소에 지어진 생토노레 가 94번지 및 96번지 건물", 외젠 아제 촬영. 1907년

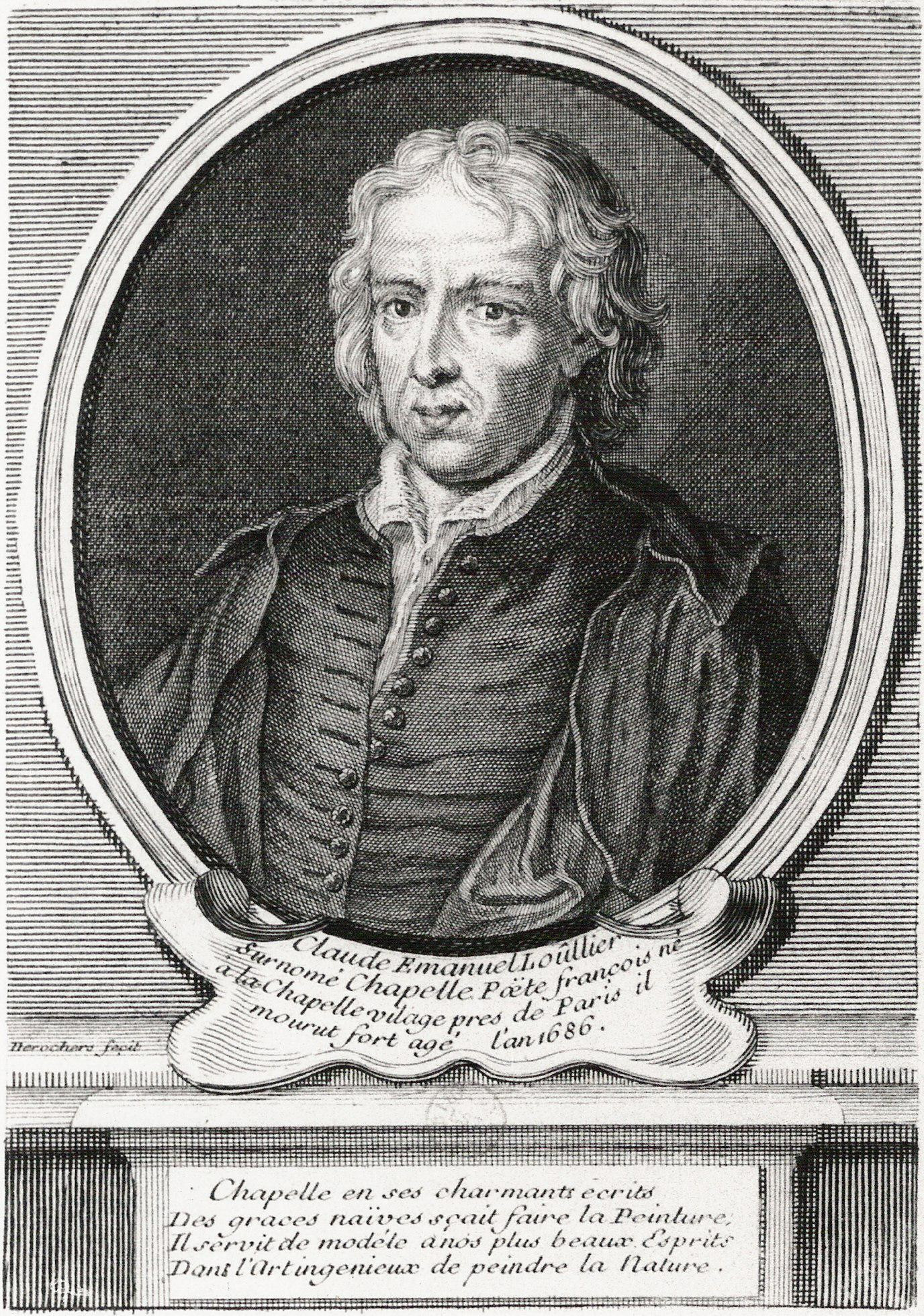
클로드엠마뉘엘 륄리에, 필명 샤펠

### 몰리에르의 젊은 시절

#### 가족
장 포클랭(Jean Poquelin, 1595-1669)과 마리 크레세(Marie Cressé, 1601-1632)의 아들인 장바티스트 포클랭은 1622년 초 무렵에 태어났다. 이 무렵 태어난 동시대인으로는 시라노 드 베르주라크, 퓌르티에르, 탈망 데 레오, 콜베르, 다르타냥, 니농 드 랑클로, 라 퐁텐, 그랑 콩데, 파스칼이 있다. 1월 15일, 몰리에르는 생퇴스타슈 성당에서 할아버지 장 포클랭(Jean Poquelin, † 1626)과 외증조할머니  드니즈 르카쇠(Denise Lecacheux)에 의해 세례 받았다.
당대 번성한 파리의 포클랭 가문은 보베와 보베지에 기원한 가문이었다. 훗날의 몰리에르가 될 장바티스트 포클랭의 부모는 사람들로 북적이던 파리의 알 구역 비예유제튀브 가 (현 소발 가)와 생토노레 가의 동쪽 모퉁이에 위치한 '원숭이 빌라(Pavillon des singes)'라고 불리던 집에 살고 있었다. 그곳에서 인테리어 업자로 일하던 아버지 장은 마리 크레세와 결혼하기 2년 전에 사업을 시작했다. 창문으로는 중세 전기부터 수도 파리에서 사형장이 자리 잡은 주요 장소 중 하나였던 크루아뒤트라우아 교차로라고 불린 소광장이 보였다.
장바티스트의 친할아버지, 외할아버지 모두 몇 발자국 떨어지지 않은 랭즈리 가에서 가구와 인테리어 사업을 했다. 사후 명세목록이 보여주는 바, 친가 포클랭 가문과 외가 크레세 가문 모두 부유한 부르주아였다. 외가 쪽으로는 이모부 미셸 마쥐엘이 궁정 무용극의 음악 작곡에 참여했는데, 1654년에는 왕의 스물 넷 바이올린의 음악을 작곡하는 작곡가로 임명되었다. 마쥐엘은 이후 조카의 무용희극을 연주하게 된다.
1631년, 아버지 장 포클랭은 남동생 니콜라로부터 5년 뒤 장남에게 넘겨 줄 목적으로 '왕가 보통 인테리어 업자(tapissier ordinaire de la maison du roi)'라는 관직을 샀다. 같은 해 그는 1622년 1월부터 1628년 5월까지 6번의 임신으로 말할 것도 없이 지쳐간 아내를 잃고, 카트린 플뢰레트(Catherine Fleurette)와 재혼하지만 두 번째 아내 역시 세 명의 자식을 낳은 뒤 1636년 사망했다.

#### 학업
훗날의 몰리에르가 될 장바티스트 포클랭의 학업에 관해서는 신뢰할 만한 문헌이 전혀 존재하지 않는다. 증거들은 학생 시절 이후에 쓰였거나 서로 상반된다. 《몰리에르 씨의 작품Œuvres de Monsieur de Molière》(1682) 서문의 저자에 따르면, 젊은 포클랭은 명망 높은 클레르몽 예수회 학교(현 리세 루이르그랑)에서 인문학과 철학을 배우며, "모든 수업에서 고(故) 콩티 공을 따를 기회"를 가졌다고 한다. 1705년 출간된 《몰리에르 씨의 생애Vie de M. de Molière》에서, 그리마레는 이후 몰리에르의 친구라고 밝혀진 두 인물을 이 시기 몰리에르의 동창생으로 보았는데, 철학자, 의사이자 여행가였던 프랑수아 베르니에와 리베르탱 시인 샤펠이 바로 이들이다. 이 중 샤펠은 에피쿠로스와 고대 유물론을 재발견한 피에르 가상디를 임시 가정 교사로 두었다. 그리마레가 저술하길, 가상디는 "몰리에르가 지닌 전적인 온화함과, 철학의 이해에 있어서 필요한 그의 통찰력에 주목하였으며", 샤펠, 베르니에, 시라노 드 베르주라크를 제자로 둔 자신의 수업에 그를 받아들였다. 그러나, 장바티스트 포클랭이 콜레주 드 클레르몽에 있었다는 사실은 신뢰하기 어렵다. 그렇기에 프랑수아 레는 "몰리에르 사후 그의 추도사를 맡았던 두 예수회원, 르네 라팽과 도미니크 부우르 그 누구도 몰리에르가 자신들과 같은 교육을 받았다고 언급하지 않았다. 특히, 라팽은 몰리에르와 완전 동세대 인물이자 친구였으며, 여러 해 동안 콜레주 드 클레르몽의 교사였다"라고 지적한다. 몇몇은 "몰리에르의 극장은 천천히 숙성된 과일이지, 전형적인 고전 공부를 통해 학교에서 배운 규칙들을 따른 적용이 아니다"라며, 1641년부터 1643년까지 가상디의 제자로 있었다는 가능성을 제외한다면 몰리에르가 일반적인 학업을 수행했다는 것조차 의문을 품기도 한다.
동시대인의 말을 믿어본다면, 젊은 몰리에르는 학교를 마치고 변호사가 되었다. 이것에 관해서는 의견들이 갈리는데, 그러나 그 어떤 경우로도 몰리에르는 변호사 칭호를 붙여 스스로를 부르지 않았고, 법학사를 취득했거나 또는 학위를 샀을 가능성이 있는 오를레앙 대학교 명부에도, 파리 변호사협회 명부에도 그의 이름은 나오지 않는다. 그럼에도 "그의 희극 중 많은 대목들은 그가 법규와 법적 절차에 대한 상세한 지식을 가지고 있었음을 가정하도록 한다."

### 힘들었던 데뷔 시절

#### 파리에서의 첫 경력 - 일뤼스트르 테아트르
1643년을 맞이한 장바티스트 포클랭은 성인이 되자, 아버지의 가업을 이어받기를 포기하고, 대신 아버지로부터 아버지 외가 쪽의 많은 유산을 상속 받게 된다. 포클랭은 생토노레 가의 본가를 떠나, 베자르 가족과 그리 멀지 않은 마레 구역에 위치한 토리니 가로 거처를 옮겼다.
6월 30일에는 공증인의 입회 하에 아홉 명의 동료들과 연합하여 일뤼스트르 테아트르라는 이름의 배우 극단을 창단했는데, 이 중에는 베자르 형제 가운데 연장자 세 명(조제프, 마들렌, 주느비에브)가 있었다. 일뤼스트르 테아트르는 오텔 드 부르고뉴의 '대배우들(grands comédiens)', 마레 극단의 '소배우들(petits comédiens)'에 이어 파리의 세 번째 영구 극단이 되었다.
단체 계약이라는 맥락에서 시작한 이 모든 일들은 젊은 포클랭이 그곳에서 4년 연상인 마들렌 베자르와 함께 비극영웅 역할을 맡고자 극단에 들어갔음을 시사한다.

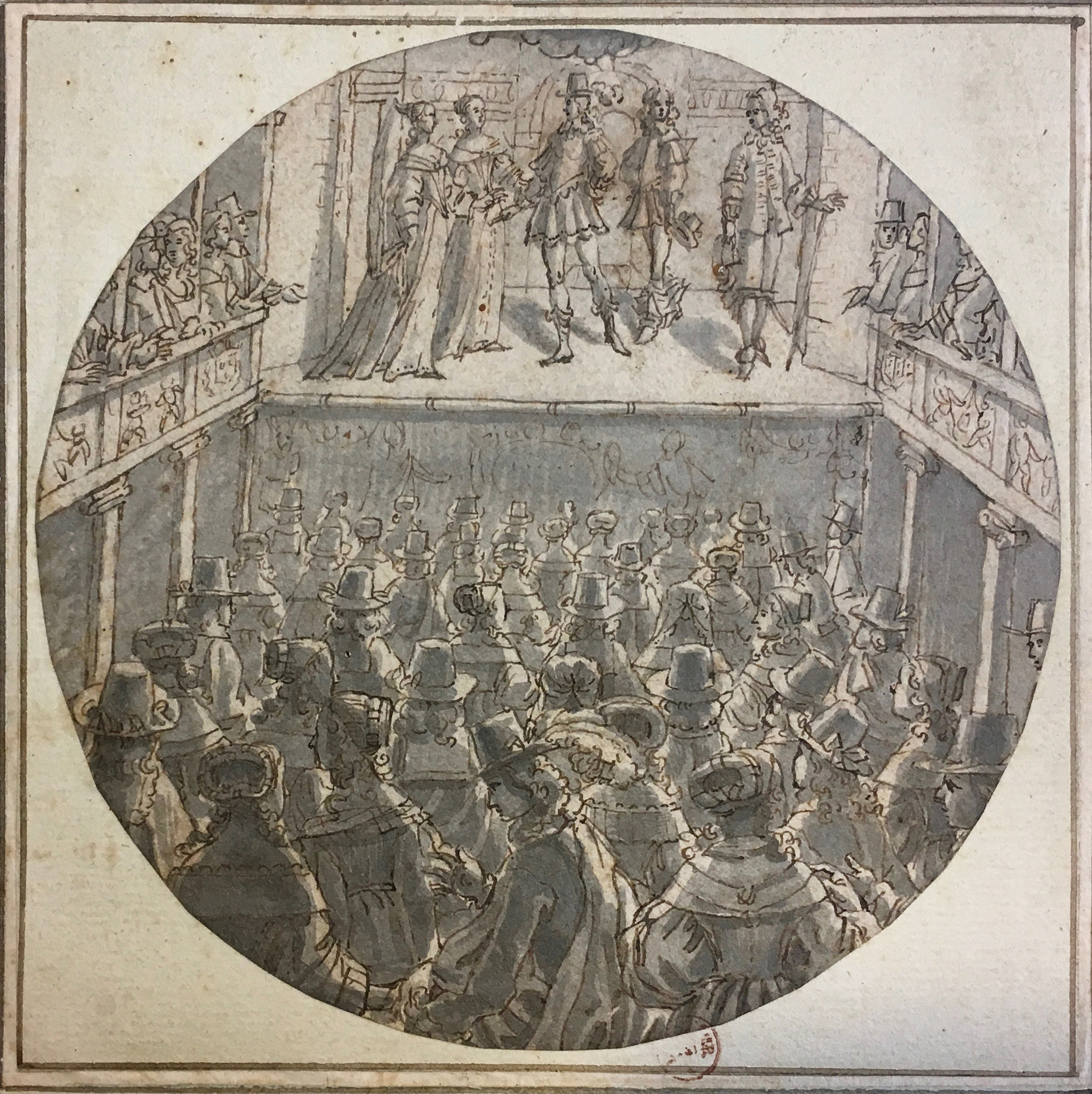
1640년대 파리 극장의 내부, 아마도 옛 테니스 경기장으로 추정됨. 프랑수아 쇼보 그림.

9월 중순, 신인 배우들은 센강 좌안 포부르 생제르맹에 위치한 메타예(Métayers)라고 불리는 테니스 경기장에 세를 들었다. 극장 정비가 끝나기를 기다리며, 이들은 10월 23일부터 11월 12일까지 열리는 생로맹 축제 동안 공연을 하고자 루앙으로 갔다. 루앙은 당시 피에르 코르네유가 거주하던 곳이었으나, 피에르 루이스의 추종자들이 말하듯 몰리에르가 이 시기 《르 시드》와 《거짓말쟁이》를 쓴 작가, 코르네유와 친분을 쌓았을 것이라는 주장을 뒷받침할 기록은 없다.
메타예 극장은 1644년 1월 1일 문을 열었다. 초연부터 8개월 동안 이 신진 극단은 1월 15일 마레 구역의 극장에 화재가 나서 세입자였던 이들이 재건축 동안 지방에서 공연을 하러 떠나야 한 것보다 더 대단하게도 성공을 거뒀다.
1644년 10월, '기구들(machines)'이 갖춰지며 새롭게 단장한 마레 극장은 다시금 관중들에게 열렸으나, 마티예 극장은 비어가기 시작했다. 다른 극장들과 가까이 위치한 센강 우안에 있는 크루아누아르 테니스 경기장(현 케 데 셀리스탱 32번지)으로 자리를 옮기자는, 12월에 논의된 결정이 이 같은 상황을 설명해줄 수 있을 것이다. 몰리에르는 단원들 가운데 임대 계약을 취하한 유일한 인물로, 이는 그가 극단장이 되었다는 것을 시사하리라. 그러나 이러한 이전은 극단의 부채를 늘려버렸다. 처음 임대료와 건물 정비에 들어간 돈, 그리고 이후 정비로 나간 금액이 점차 불어나, 원 명세서의 예상보다 훨씬 많이 들어갔다. 그리고 1645년 4월 1일을 기점으로, 채권자들은 법적 절차에 들어갔다.
8월 초, 몰리에르는 부채로 인해 샤틀레에 수감되었으나, 아버지의 도움으로 출소할 수 있게 되었다. 가을이 되자 몰리에르는 파리를 떠났다.

#### 예명 '몰리에르'

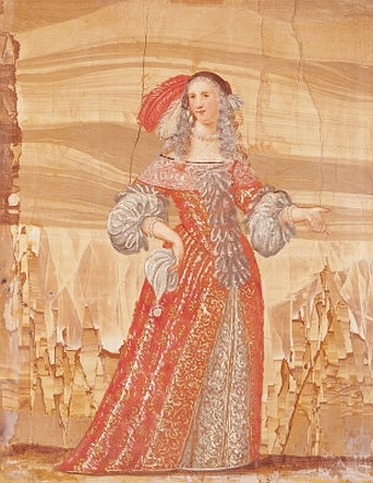
《잘난 체하는 아가씨들》에서 폴릭센이라고 불리는 마들롱 역을 맡은 마들렌 베자르. (대리석에 그림)

1644년 상반기 동안 장바티스트 포클랭은 예명이자 이후 필명이 된 몰리에르라는 이름을 처음으로 사용하게 된다. 6월 28일, 몰리에르 자신이 악센트 기호 없이 '드 몰리에르(De Moliere)'라며, "몰리에르라고 불리는 장바티스트 포클랭"이라고 칭해진 공증서류에 서명했다. 그리마레에 따르면, "그가 항상 지니게 될 그 이름을 가지게 된 것은 바로 이 이후이다. 그러나 왜 다른 이름이 아닌 이 이름을 골랐냐고 질문받을 때면, 심지어 절친에게조차 그는 결코 그 이유를 말해주고자 하지 않았다."
몇몇 저자들은 몰리에르라는 이름을 택한 이유를 1640년 《무용가요Chansons pour danser》 집을 펴낸 작가로, 음악가이자 무용수이던 루이 드 몰리에(ca. 1615-1688)에 대한 오마주로 보고 있다. 예를 들어, 폴 라크루아에 따르면 "포클랭이 스스로를 몰레르 경의 양자로 여겼을 가능성이 일부 드러나는 점과 함께" 이를 고려해볼 수 있으며, 엘리자베스 맥스필드밀러는 "젊은 포클랭이 루이 드 몰리에를 만나, 몰리에의 여러 이명(異名) 중 하나를 쓰도록 허락 받았다"는 이 가설이 "매우 그럴듯하다"고 평가한다.
다른 이들은 몰리에르라는 부칭이 당대에 앞서 리베르탱 사회와 가깝게 지내며, 《라스트레L'Astrée 》 풍의 연작소설 《몰리에르의 폴릭센La Polyxene de Moliere》을 쓴 작가, 프랑수아 드 몰리에르 데세르틴으로 유명해진 이름이라는 점에 주목한다. 《몰리에르의 폴릭센》제 4쇄는 바로 장바티스트 포클랭이 예명 몰리에르를 쓰기 시작한 해인 1644년에 출간되었다.
한편 가장 유력한 가설은 사학자 조르주 포레스티에에 따르면 전업 배우들의 관습에서 찾을 수 있다. 포레스티에는 17세기 희극배우들 대다수가 모두 농촌에서 따온 가상의 영지에 관련된 예명을 썼다는 점을 상기한다. 벨로즈 경 피에르 르 메시에, 몽도리 경 기욤 데질베르, 플로리도르 경 조시아 드 술라, 몽플뢰리 경 자샤리 자콥이 대표적인 예시이다. 철자 B로 시작하는 이름만 보더라도, 보부르, 보샹, 보샤토, 보셴, 보포르, 볼리외, 보몽, 보프레, 보발, 벨플뢰르, 벨퐁, 벨로슈, 벨로즈, 벨롱드, 부아베르 등과 같이 나열하는 것으로도 끝이 안 날 정도이며, 거기에 몰리에르 극단의 스타 가운데 하나인 브리 부인의 남편이던 브리 경 에드므 빌캥 역시 마찬가지이다. 그럼에도 포레스트가 첨언하길, 일뤼스트르 테아트르가 창단하고 몇 개월이 지났을 무렵 모든 남성 단원들은 농촌 극단의 이름들을 예명으로 취했다. 조제프 베자르는 '라 보르드리 경'이 되었으며, 제르맹 클레랭은 '빌라베 경', 조르주 피넬은 '라 쿠튀르 경', 니콜라 봉앙팡은 '크루아삭 경'이 되었고, 니콜라 마리는 스스로 작명한 '데 퐁텐 경'으로 오래 전부터 불려왔다. 그리고 몰리에르는 '드 몰리에르'라고 서명한 바 있다. 한편, 십 여 개의 프랑스 마을과 장소는 묄리에르(Meulière) 또는 몰리에르(Molière)라고 불리며, 맷돌에 쓰일 돌을 채석하는 곳에 이러한 이름이 붙었다. 피카르디에서 '몰리에르(mollières)'는 늪지의 경작되지 않은 땅을 일컫는다. 그렇기에 몰리에르가 가상의 농촌 영지의 이름을 골랐다는 것은 매우 유력하며, 이는 왜 그가 '드 몰리에르'라고 서명을 하기 시작했으며, 매번 '몰리에르 경'이라고 불리는 지를 설명해줄 수 있다.

#### 지방에서의 연년 (1645-1658)

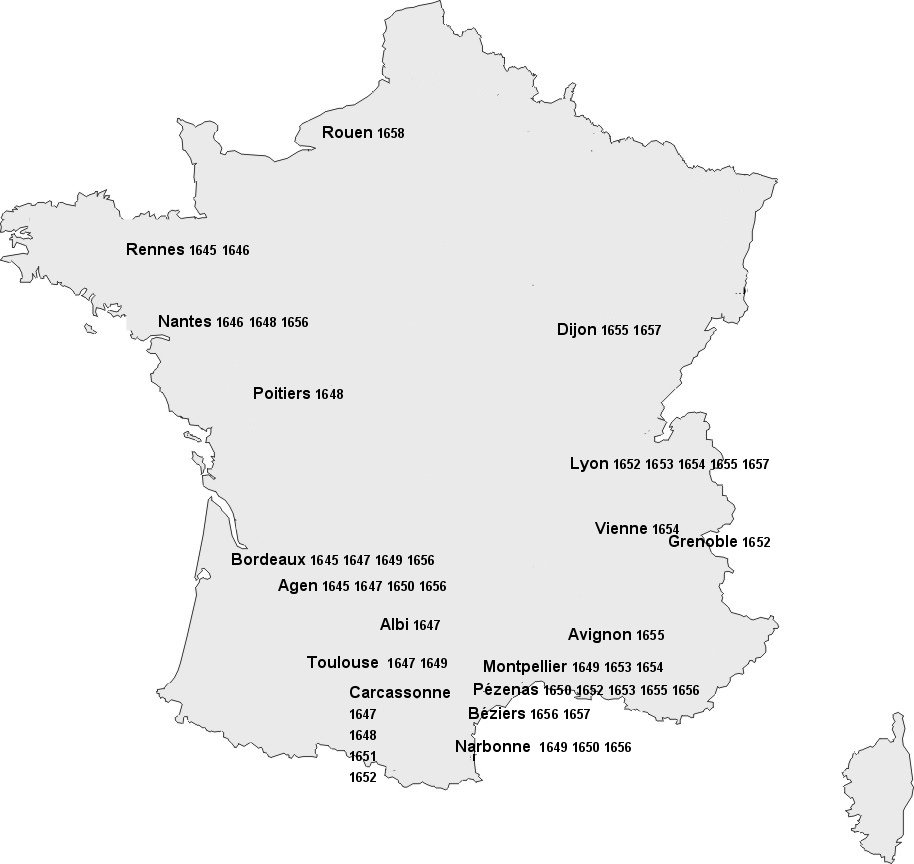
1645년부터 1658년가지 뒤프렌과 몰리에르 극단의 지방 체류

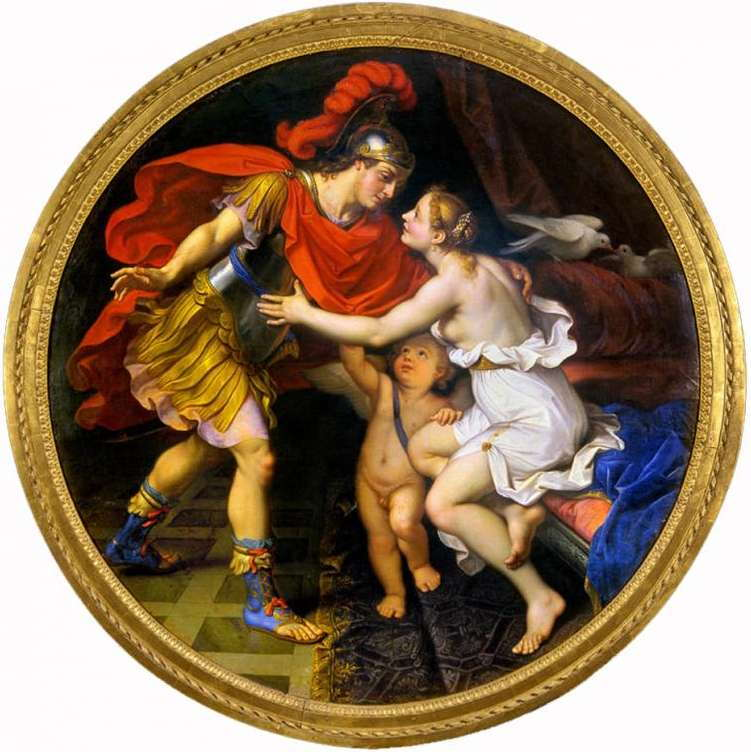
피에르 코르네유의 《폼페이의 죽음》에서 클레오파트르 역을 맡은 마들렌 베자르와 카이사르 역을 맡은 몰리에르. 니콜라 미냐르의 "마르스와 베누스"의 모델. 1658년 작 (엑상프로방스 미술관)

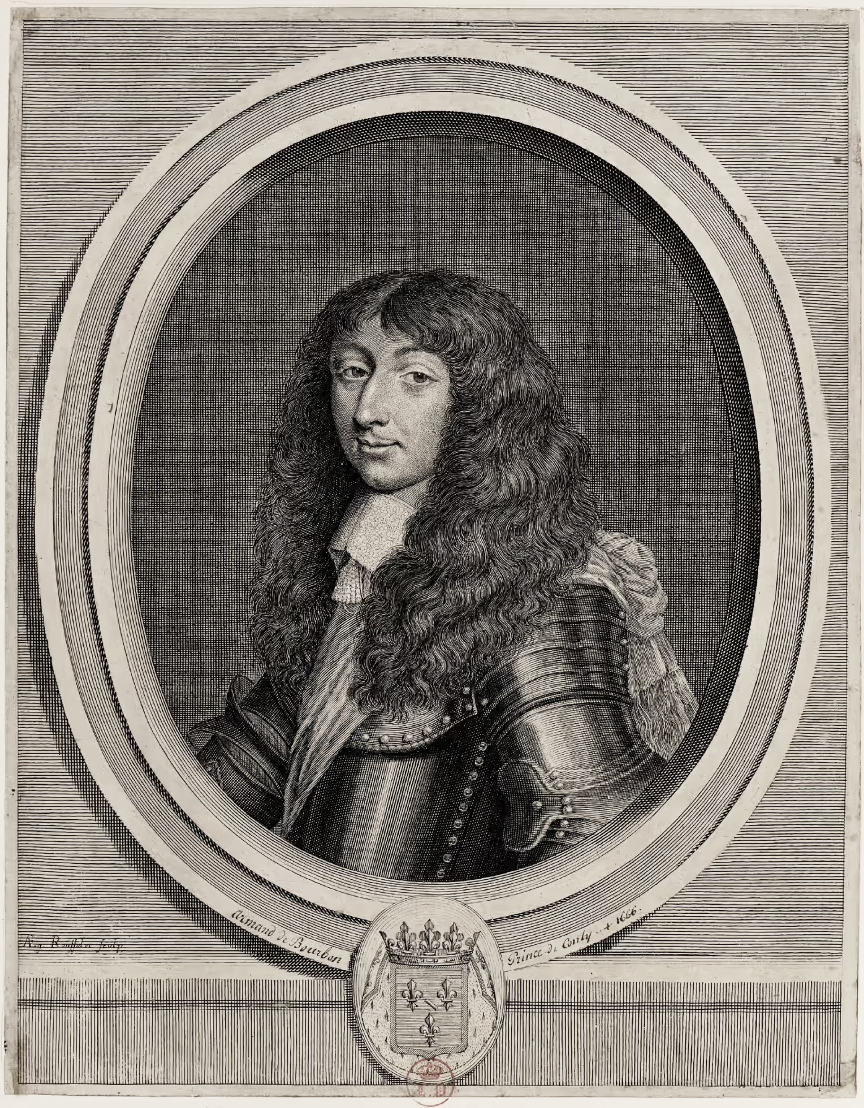
콩티 공, 아르망 드 부르봉

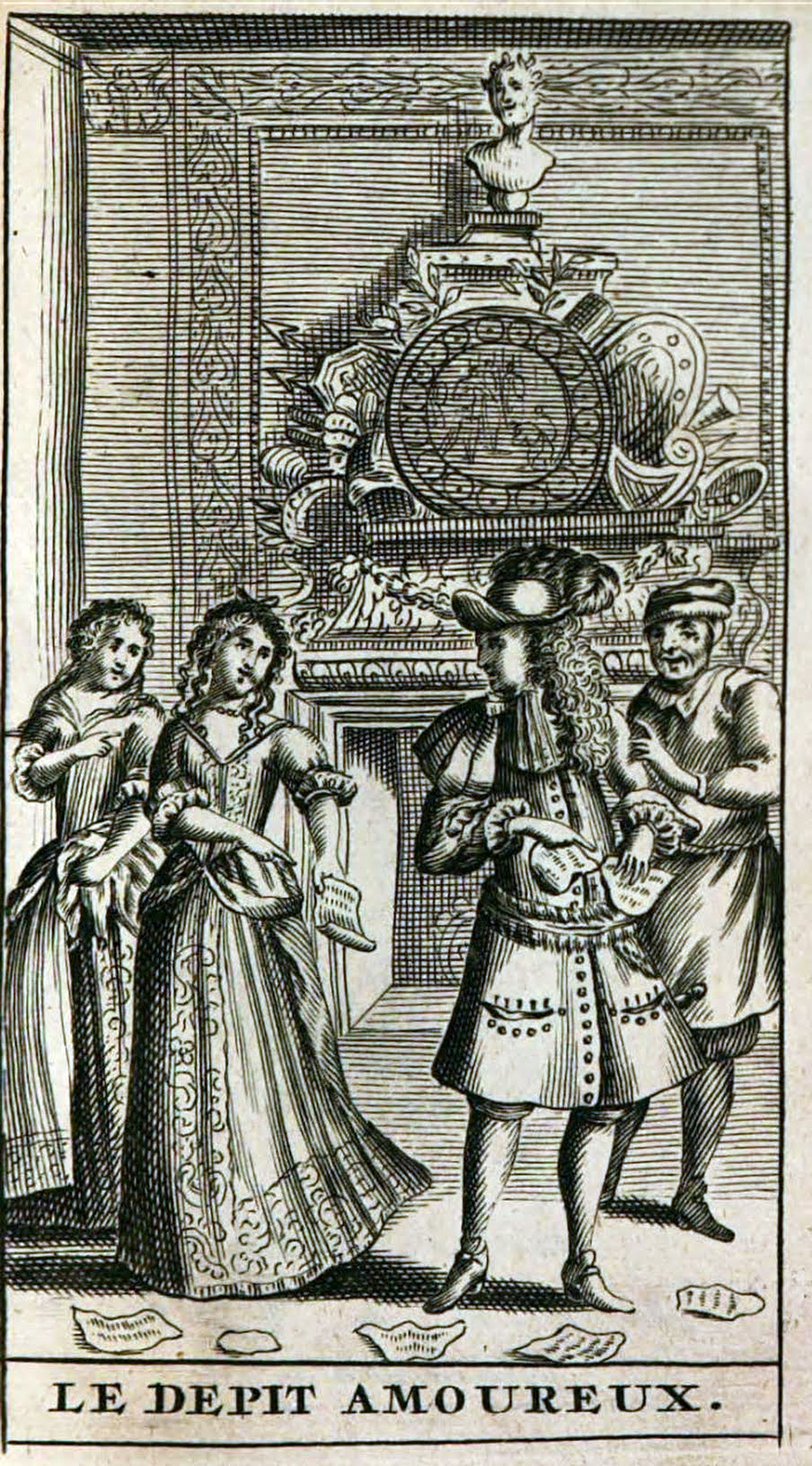

1645년 가을, 몰리에르는 파리를 떠났다. 그는 정기적으로, 가끔은 몇  개월씩 리옹에 체류하면서 왕국의 여러 지방, 주로 기옌, 랑그도크, 론 계곡, 도피네, 부르고뉴를 거닐며 장장 13년을 보내게 된다. 완벽한 연대기를 쓸 수는 없을지라도, 몰리에르의 극단이 아장, 툴루즈, 알비, 카르카손, 푸아티에, 그르노블, 페제나스, 몽펠리에, 비엔, 디종, 보르도, 나르본, 베지에, 아비뇽에서도 등장했다는 사실을 알 수 있다. (이면의 지도 참조)
이 시기, 유랑극단—대략 15 명으로 구성된 소극단—은 프랑스의 도로를 가로지르며 매우 불확실한 삶을 향해 나아갔으니, 이에 관해서는 스카롱이 1651년 자신의  《극소설Roman comique》에서 눈부신 묘사를 남긴 바 있다. 1641년 4월 16일 리슐리외가 추진하여 루이 13세에 의해 공표된 그 유명한 결의, 배우들에게 있어 무거운 짐이었던 공민권 박탈을 취소하는 결의가 있었음에도 불구하고, 교회는 대도시에서건 소도시에서건 연극 공연을 계속 반대하고 있었다. 몇몇 극단들은 그럼에도 축제와 공연을 애호하던 대귀족들의 보호를 받으며 영예로운 지위를 맛보았다. 희극배우 샤를 뒤프렌이 운영하던 극단이 바로 이 사례였는데, 기옌 총독을 맡으며 권세를 누린 에페르농 공작에 의해 20년 간 극단이 유지되어 온 것이다.
뒤프렌의 극단은 1646년에 베자르 가문원들과 몰리에르를 받아들이며 점차 이들을 지휘하게 된다. 1647년부로 극단은 오랑귀도크에서 국왕의 사령관을 맡은 "교양있는 자유사상가로 사치스런 대귀족", 오비주 백작에게 공연을 하게 되었는데, 백작은 이들에게 "해마다 막대한 상여금"을 약속하며, 페자나스, 베지에, 몽펠리에에서 공연하도록 이들을 초대했다.
1653년 여름 동안 프롱드의 난의 주요 지도자 중 한 명이었던 콩티 공은 보르도에서 국왕파에게 항복했으며, 보르도를 떠나 페제나스에 위치한 자신의 그랑주 데 프레 성으로 거처를 옮겼다. 콩티 공은 이 시기부로 왕국의 삼인자가 되었다. 9월에 뒤프렌-몰리에르 극단은 그곳에 초대받아 콩티 공과 그의 정부들 앞에서 공연을 하게 되었다. 이는 곧 콩티 공과 몰리에르 사이의 긴밀한 지적 관계의 시발점이 된다. 콩티 공의 고해신부, 조제프 드 부아쟁은 15년이 지나고 다음과 같이 몰리에르에 대한 증언을 남겼다.
"콩티 공 저하는 당신의 유년 시절에 희극에 대한 큰 열정을 지니셨으니, 유희의 즐거움을 더 감미하시고자, 오랫동안 한 희극 극단을 부양하셨다. 그리고 극장에서 공연을 보는 것에 만족하지 않으셨으니, 당신께서는 종종 그 극단의 단장과 함께 프랑스에서 가장 유능한 배우가 누구인지, 그의 기예에서 가장 훌륭하고 매력적인 것이 무엇인지에 관해 논의하곤 하셨다. 그리고 가끔씩 극단장과 함께 고전극과 현대극에서 가장 아름답고 섬세한 부분을 낭독하셨으니, 당신께서는 그로 하여금 이것들을 꾸밈없이 표현하도록 하며 즐거워 하셨는데, 바로 이렇기에 저하보다 극작품을 더 잘 판별할 수 있는 이들은 많지 않았다."
그는 이 고난시대에 배우 및 작가로서 비극보다는 희극에서 그 특성을 발휘했다. 지방에 잔존하고 있던 중세 파르스(笑劇)의 서민적인 웃음, 당시 유행했던 이탈리아 희극의 경묘한 움직임을 연구하고 청년시대의 교양으로 고대 라틴 희극에서도 배운 바가 많았다고 한다. 이리하여 희극으로 유명해진 그는 콩티 공(公)의 보호를 받아, 1652년부터 리옹을 본거지로 삼게 되었으며, 1655년 최초의 문학적 희극 <경솔한 자>를 상연했으며 다음 해에 <사랑의 유한>을 발표, 작가 겸 극단장으로서의 명성으로 루앙을 방문, 코르네유와 교분을 맺었다.

### 영광스런 데뷔

#### 프티부르봉 극장

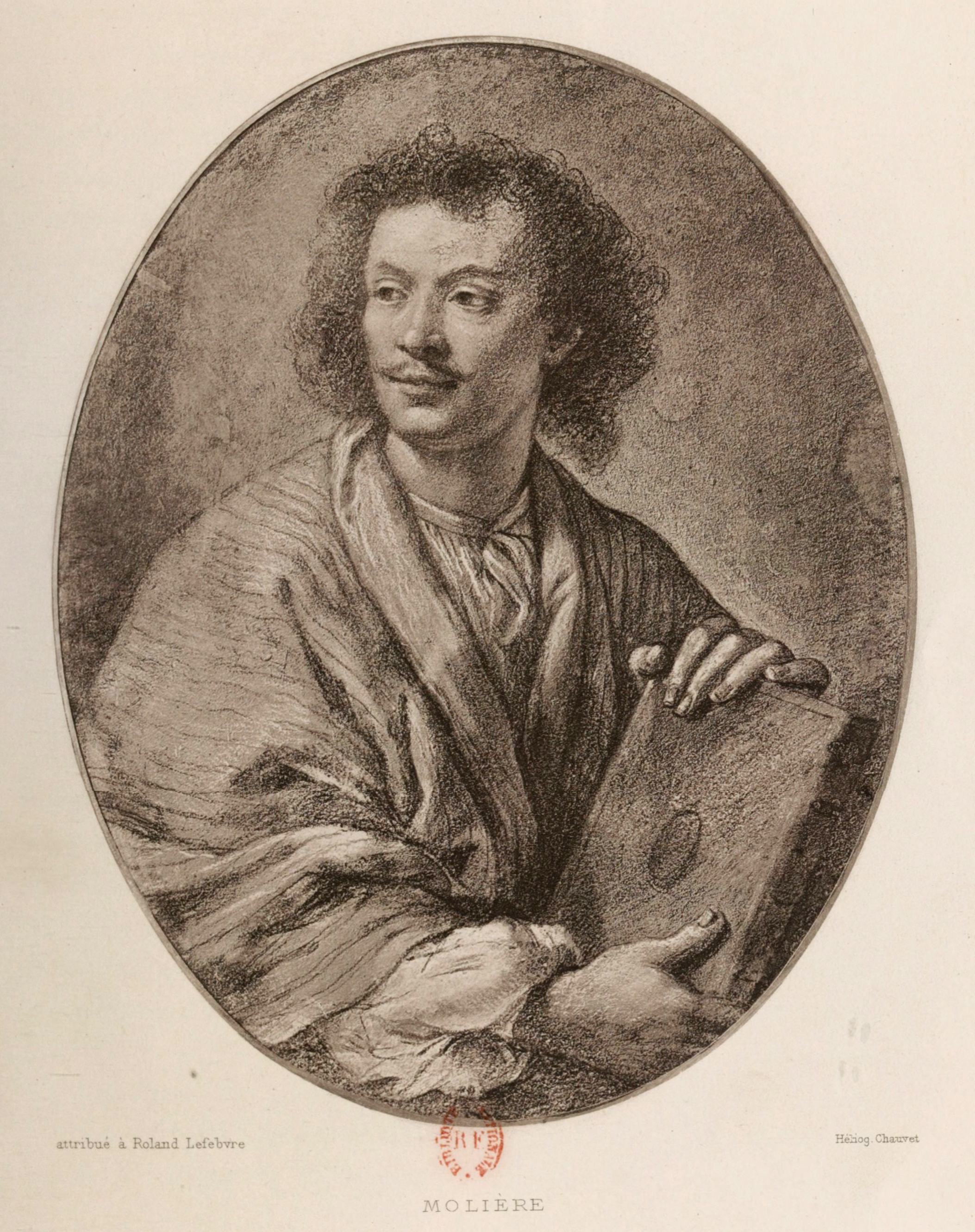
삼색연필로 그려진 몰리에르 그림. 1658년. 롤랑 르페브르 작.

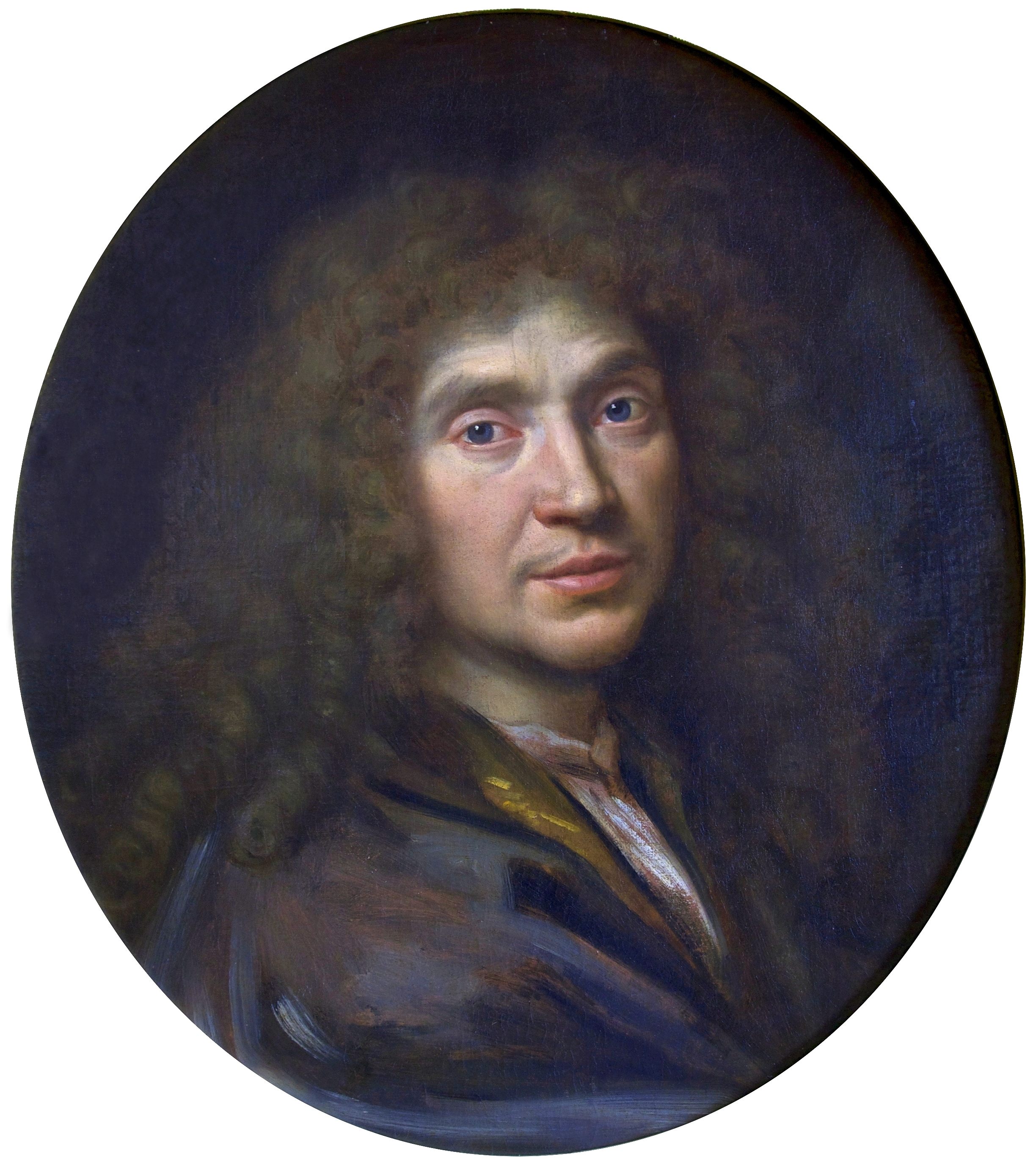
"몰리에르". 피에르 미냐르 작. (1658)

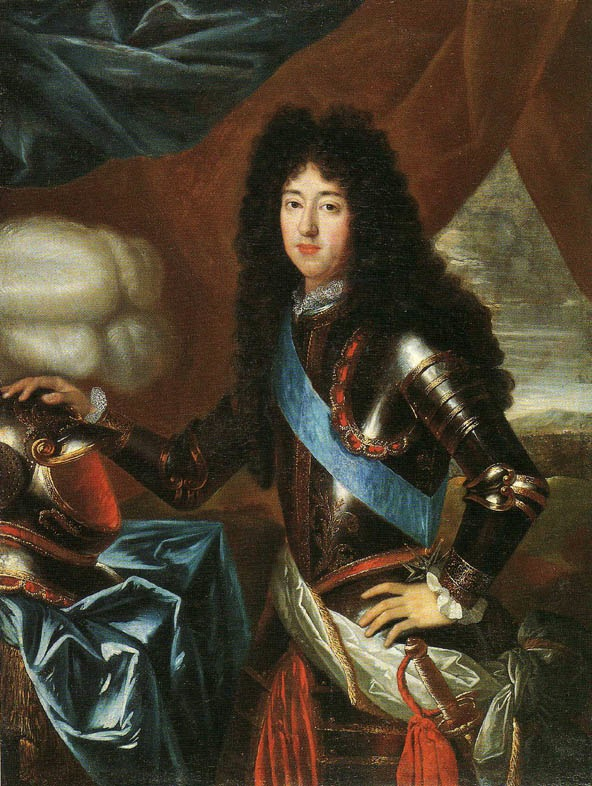
루이 14세의 하나뿐인 형제, '무슈' 필리프 도를레앙. 앙리 가스카르(1635-1701) 작.

1658년 초, 몰리에르와 그의 동료들은(뒤프렌, 마들렌, 조제프, 주느비에브, 루이 베자르, 에듬, 카테린 드 브리, 뒤 파르크 후작부인과 그녀의 남편 '그로르네' 르네) 국왕의 하나 뿐인 남동생으로 이들을 후원하던 '무슈' 필리프 도를레앙의 흥미를 끄는데 성공했다. 10월 24일, 이들은 루브르에서 루이 14세, 안 도트리슈, 마자랭과 오텔 드 부르고뉴의 희극배우들 앞에서, 코르네유의 《니코메드》와 지금은 유실된 몰리에르의 한 익살극, 《사랑에 빠진 박사》의 공연을 성공리에 마쳤다.
이 같은 '시험 합격'에 뒤이어, 프티브르봉 극장의 넓고 잘 갖춰진 홀이 이들에게 마련되었다. 이들은 2년 동안 이 곳을 차지했으며, 이탈리아 극단의 스카라무슈 및 그의 동료들과 번갈아가며 교대로 공연을 펼쳤다. 의심할 여지 없이 이 시기는 몰리에르가 티베리오 피오릴리이라는 위대한 희극배우의 기술을 배우며 자신의 연기를 완성 시켜 가던 시기였다.
'무슈 극단'은 11월 2일부로 공연을 시작했다. 극단은 옛 극작 뿐만 아니라 《덤벙쟁이》와 《사랑의 원한》과 같은 새 작품도 상연했는데, 이 둘은 매우 호평 받았다. 1659년 부활절 휴일 와중, 뒤프렌은 몰리에르에게 극단 전반의 운영을 맡기고 은퇴했다. 이후 유명한 "앙파리네" 조들레와 그의 남동생 "레피"라는 두 희극배우, 거기에 뒤 크루아시 경 필리베르 가소, 라 그랑주 경 샤를 바를레가 입단하였다. 라 그랑주 경의 경우 상연된 극작들, 매상, 극단에서의 삶에서 그가 중요하다고 판단한 것들이 쓰인 개인 문집을 남겼는데, 이는 코메디프랑세즈에서 보존하고 있다. 이 문서를 통해 1659년부터 몰리에르가 공연한 연극의 목록과 세부 사항들을 파악할 수 있게 되었다.
1659년 11월 18일, 몰리에르는 새 작품으로 '단편 희극(petite comédie)', 《잘난 체하는 아가씨들》을 상연하여, 공연에서 시종 마스칼리유를 맡았다. 스노비즘과 파리의 몇몇 살롱들, 특히 마들렌 드 스퀴데리의 살롱에서 쓰이던 은어에 대한 통렬한 풍자로서, 본 작품은 큰 성공을 거두며 유행을 불러왔다. '누벨리스트(nouvelliste)' 장 도노 드 비제에 따르면, "이 성공은 20 리그 바깥에 살던 이들이 이 작품을 즐기고자 파리로 올 정도"였다. 본작의 주제는 모방 되고 반복되었다. 작품을 훔치려고 든 이들 때문에 몰리에르는 급하게 자신의 작품을 출간했으며, 서문에서 본 작품은 재치가 결여되지 않았다고 설명하기도 했다. 몰리에르가 자신의 작품을 출간한 것은 이 작품이 처음으로, 이 때부터 그는 작가의 지위에 올랐다.

여러 고관대작들—대신들, 자본가들과 망명에서 돌아온 콩데 공과 같은 여타 '대귀족들(grands seigneurs)'—은 《잘난 체하는 아가씨들》의 상연을 보고자 몰리에르의 극단을 자신들의 저택으로 초대했다. 인판테 마리테레즈 데스파뉴와 결혼식을 마치고 생장드뤼즈에서 돌아오는 길에, 루이 14세는 1660년 7월 29일 본 작품을 관람했다. 이틀이 지나 루이 14세는 23편의 운문으로 구성된 '단편 희극'으로 몰리에르가 사망할 때까지 극단에서 가장 많이 상연된 작품인 《스가나렐 또는 상상 속에서 오쟁이진 남자》를 관람했다. 이 작품은 해적판이 급하게 출간될 정도로, 도노 드 비제, 필명 뇌빌넨을 통해 큰 관심을 불러 모았다. 이 판본에 실린 "한 친구에게"라는 제목의 서한에서 뇌빌레는 다음과 같이 저술한다.
"그의 작품들은 비범한 성공을 거두어왔으며, 누구도 작품 속에서 어색한 것을 보지 못했으니, 모든 것은 자연스러웠고, 상식적으로 맞아 떨어졌으며, 그리고 바로 작품 속에 나타난 모든 열정들은 그가 무대에서 보여준 효과들과 동일하게 나타날 것이라는, 가장 재치 있는 고백이 실렸다."
파리 대중들은 이 새 극단에 진심으로 열광했으며, 무대에서 부진했던 비극들보다 더욱 주목 받은 몰리에르의 희극은 점차 극단의 필수적인 상영 작품으로 자리를 잡아갔다.
1660년 4월 6일, 몰리에르의 남동생, 장 3세 포클랭이 사망했다. 인테리어 업자 일과 국왕 침실 시종직은 형에게 다시 돌아갔다. 몰리에르는 죽을 때까지 이 직위들을 가지고 있었다. 이는 곧 몰리에르가 1년 중 3개월 동안 매일 아침 왕을 깨웠을 것이라는 점을 의미한다. 그의 사망신고서에는, "장바티스트 포클랭 드 몰리에르, 인테리어업자, 국왕 침실 시종"이라고 기록되게 된다. 1682년 출간된 몰리에르의 작품 서문에 따르면, "그의 희극 연습은 국왕 침실 시종이라는 직분으로서 그가 국왕을 보필하는 것을 막지 못했으니, 그는 이 일에 매우 근면히 임했다."
1660년 10월 11일, 국왕 소유의 건물 감독관이었던 앙투안 드 라타봉은 루브르 궁전의 주랑 확장을 위해 길을 트고자 프티부르봉 철거를 명했다. 새 극장은 필리프 도를레앙과 앙리에트 당글테르의 거처이던 팔레루아얄에 위치했는데, 이곳에서도 무슈 극단은 이탈리아 희극배우들과 극장을 같이 쓰게 된다.

#### 팔레루아얄 극장
1661년부터는 극단을 데리고 파리 '팔레 루아얄(Palais-Royal) 극장'에 정착하여 이후 65년에 국왕의 전속 극단이 되어 몰리에르 일생을 통한 본거지가 된다. 궁정 사교계의 일부나 그가 공격한 부자연스런 낭송법에 의존하고 있던 부르고뉴 극단인 왕립 극단 일파를 적으로 돌리기까지 했다.

#### 결혼과 부자관계
마들렌의 동생 아르망드와 결혼하여 그 관계에 수수께끼를 남겼다. 부부 사이의 두 아들은 일찍 죽었다.

### 논쟁의 시기

#### 《아내들의 학교》를 둘러싼 논쟁
1662년에 <아내들의 학교>에서 노인 아르노르프의 딸에 대한 사랑을 통해 당시의 도덕이나 교육의 위선을 풍자, 성공과 동시에 엄청난 반대도 불러일으켰다. 이에 몰리에르는 <아내학교 비판> <베르사유 즉흥극>으로 반론하며, 경희극은 비극과 같은 가치가 있고, 법칙은 경험에서 생겨났기 때문에 지켜야 하나 구애 받을 필요는 없으며, 문제는 관객의 즐거움이라고 논했다.

#### 《타르튀프》 상영금지
그 후 <타르튀프>(1664)에서 가짜 신앙가 타르튀프를 둘러싸고 오르곤 일가(一家)가 둘로 갈라져 다투어 위선의 가면을 벗긴다는 극을 썼으나 교회 일부의 반감을 사게 되어 상연 금지를 당했으며 몇 차례의 개정을 거친 뒤에야 비로소 1669년에 상연 금지령이 해제되어 일반 대중에게 공개했고 대성공을 얻었다.

#### 승리와 《석상의 잔치》 고발
1665년에 '국왕의 극단'이란 칭호를 얻은 극단을 위하여 쓴 <돈 주앙>(1665)도 괴이성이 등장하는 소극(笑劇) 형식으로 무신론을 주장하나 작가는 양식(良識)의 신앙을 부정하지는 않고 있다. <혐세자(嫌世者)>(1666)는 교만하나 고결한 인격의 아르세스트를 둘러싼 성격 대립에 기초를 둔 걸작이라 하겠다.
이어서 코믹풍의 <억지로 의사가 되어>(1666)와 그리스의 신화를 소재로 한 <앙피트리옹>(1668) 후에 구두쇠 알파곤의 좌절을 묘사한 <수전노>(1668), 지나치게 재치가 있는 여인의 기질을 풍자한 <여학자>(1672) 등 모두가 성격 묘사에 의해서 풍속 희극을 심리적으로 본격화한 걸작을 발표했다.
이 사이에 무용극이나 오페라로 인기가 옮아 갔기 때문에 음악가 륄리와 협력하여 이 분야의 작품도 썼다. <서민 귀족>(1670)은 그 대표작이라 하겠다. 1665년 경부터 그는 과로로 인해 폐결핵이 발병, 67년부터 오토유에서 정양하면서 연극 활동을 계속했다. 1671년에는 <스카팽의 간계>, 1672년에 <여학자들> 등을 상연하였다.
1672년에 마들렌 베자르의 사망, 이어 둘째 아들까지 요절하고 륄리에게 국왕의 총애를 빼앗기는 불운한 해가 거듭되었으며, 1673년에 <상상병 환자>를 상연 중 무대에서 쓰러져 각혈한 끝에 그날 밤 사망하고 말았다. 그 당시 배우직은 파문을 당했었으나 국왕의 배려로 장의(葬儀)를 허가 받았다.

### 죽음
몰리에르의 생애에서 가장 유명한 순간 중 하나는 바로 그의 마지막으로 이는 전설이 되었다. 몰리에르는 《상상병 환자》를 공연 하던 중, 무대에서 사망하였다. 정확하게 말하자면, 그는 무대에서 쓰러져서, 그의 집에서 몇 시간 뒤에 조병성사없이 사망하였다. 두 명의 가톨릭 성직자는 그를 방문하는 것을 거절했고, 세 번째 성직자는 너무 늦게 도착하였다. 마지막에 그는 초록색 옷을 입고 있었다고 전해지며, 이 때문에 초록색이 배우들에게 불운을 몰고 온다는 미신이 생기게 되었다.
그 당시의 법례로는 연극 배우를 신성한 성지에 '일반적인 의식'으로 매장하는 것을 허락하지 않았다. 몰리에르의 아내 아르망드는 루이 14세에게 정상적인 장례식을 밤에 치를 수 있도록 간청하였다. 1792년 그의 유해는 프랑스 기념 박물관에 옮겨졌고, 1817년 파리의 페르라셰즈 묘지(Cimtière du Père Lachaise)로 이장되어 라 퐁텐 근처에 묻혔다.
몰리에르가 죽은 뒤 그 극단은 다른 극단과 합병하여 1680년 국왕의 명에 의해 '코메디 프랑세즈(Comédie Française)'가 되었다. 오늘날 프랑스의 국립극장 코메디 프랑세즈가 '몰리에르의 집'으로 불리는 것도 이 때문이다. 몰리에르는 완전한 연극인으로서 당대의 최고 희극 연기자로 대우를 받았으며, 죽은 후 프랑스 연극 사상 최대의 희극 작가로 평가되었다.
그는 종래의 단순한 희극에서 벗어나 예민한 관찰로 당시의 풍속을 무대 위에 재현 시켰으며, 심리 발전을 토대로 하는 성격 묘사, 무대의 조화, 이성과 양식을 존중한 자연스럽고 힘찬 표현에 있어서 뛰어났다.
자연스러움을 존중하고 그에 반하는 것은 골계화 하는 태도는 희극의 장르에 있어서 고전주의를 대표하지만, 휴머니스트로서의 몰리에르는 인간은 세상을 앎으로 인해 성장한다고 믿어 관용을 역설하였으며 모든 위선에 대하여 건전한 분노를 터뜨렸다. 이 점에 몰리에르 작품의 영원한 생명이 있다.

## 인간 몰리에르

### 배우이자 극단주
그는 배우이자 극단의 주인이었다.
그가 사람들을 웃기면, 루이 14세와 그의 왕비가 웃었다.

### 몰리에르의 친구와 지인
그는 친구가 많았다. 장 바티스트 릴리는 그의 친구이자 동료였다.

## 작품

### 극작품 목록
| 제목                                                                     | 장르                     | 음악 | 막 | 운문   | 초연       | 초연 | 상연 횟수^ | 상연 횟수^ |
| ------------------------------------------------------------------------ | ------------------------ | --- | -- | ------ | ---------- | ---- | ---------- | ---------- |
| 날아다니는 의사 Le Médecin volant                                        | 익살극                   | | 1  | Non    | Inconnue   | Oui  | 14         | 2          |
| 바르부이에의 질투 La Jalousie du Barbouillé                              | 익살극                   | | 1  | Non    | Inconnue   |      | 7          |            |
| 덤벙쟁이 L'Étourdi ou les Contretemps                                    | 희극                     | | 5  | Oui    | 1655, Lyon |      | 63         | 12         |
| 사랑의 원한 Le Dépit amoureux                                            | 희극                     | Marc-Antoine Charpentier | 5  | Oui    | 1656       |      | 66         | 10         |
| 우스꽝스러운 재녀들 Les Précieuses ridicules                             | 희극                     | | 1  | Non    | 1659       |      | 55         | 15         |
| 스가나렐 또는 상상 속에서 오쟁이진 남자 Sganarelle ou le Cocu imaginaire | 희극                     | | 1  | Oui    | 1660       |      | 123        | 20         |
| 나바르의 동 가르시 Dom Garcie de Navarre ou le Prince jaloux             | 영웅 희극                | | 5  | Oui    | 1661       |      | 9          | 4          |
| 남편들의 학교 L'École des maris                                          | 희극                     | | 3  | Oui    | 1661       |      | 111        | 19         |
| 훼방꾼들 Les Fâcheux                                                     | 무용희극                 | 장바티스트 륄리, puis Marc-Antoine Charpentier (musique perdue)                                                                       | 3  | Oui    | 1661       | Oui  | 105        | 16         |
| 아내들의 학교 L'École des femmes                                         | 희극                     | | 5  | Oui    | 1662       |      | 88         | 17         |
| 아내들의 학교 비판 La Critique de l'École des femmes                     | 희극                     | | 1  | Non    | 1663       |      | 36         | 7          |
| 베르사유 즉흥극 L'Impromptu de Versailles                                | 희극                     | | 1  | Non    | 1663       | Oui  | 20         | 9          |
| 강제 결혼 Le Mariage forcé                                               | 무용희극                 | 장바티스트 륄리, puis Marc-Antoine Charpentier                                                                                        | 1  | Non    | 1664       | Oui  | 36         | 6          |
| 엘리드 공주 La Princesse d'Élide                                         | 연애희극                 | 장바티스트 륄리 | 5  | Mixte. | 1664       | Oui  | 25         | 9          |
| 타르튀프 Le Tartuffe ou l'Hypocrite                                      | 희극                     | | 3  |        | 1664       | Oui  |            | 2          |
| 석상의 잔치 Le Festin de Pierre                                          | 희극                     | | 5  | Non    | 1665       |      | 15         |            |
| 사랑이라는 의사 L'Amour médecin                                          | 희극                     | 장바티스트 륄리 | 3  | Non    | 1665       | Oui  | 63         | 4          |
| 인간혐오자 Le Misanthrope                                                | 희극                     | | 5  | Oui    | 1666       |      | 63         |            |
| 억지 의사 Le Médecin malgré lui                                          | 희극                     | 장바티스트 륄리? puis Marc-Antoine Charpentier (musique perdue)                                                                       | 3  | Non    | 1666       |      | 61         | 2          |
| Ballet des Muses : Mélicerte                                             | 영웅 전원 희극           | | 2  | Oui    | 1666       | Oui  |            | 1          |
| Ballet des Muses : Pastorale comique                                     | 전원 희극                | 장바티스트 륄리 |    |        | 1667       | Oui  |            | 1          |
| Ballet des Muses : Le Sicilien ou l'Amour peintre                        | 희극                     | 장바티스트 륄리, puis Marc-Antoine Charpentier Antoine Dauvergne                                                                      | 1  | Non    | 1667       | Oui  | 20         | 1          |
| 앙피트리옹 Amphitryon                                                    | 희극                     | | 3  | Oui    | 1668       |      | 53         | 3          |
| 조르주 당댕 또는 쩔쩔매는 남편 George Dandin ou le Mari confondu         | 희극                     | 장바티스트 륄리 | 3  | Non    | 1668       | Oui  | 39         | 4          |
| 수전노 L'Avare                                                           | 희극                     | | 5  | Non    | 1668       |      | 47         | 3          |
| 타르튀프 Le Tartuffe ou Hypocrite                                        | 희극                     | | 5  | Oui    | 1669       | Oui  | 82         | 13         |
| 푸르소냐크 씨 Monsieur de Pourceaugnac                                   | 무용희극                 | 장바티스트 륄리 | 3  | Non    | 1669       | Oui  | 49         | 5          |
| 멋진 연인들 Les Amants magnifiques                                       | 희극                     | 장바티스트 륄리 | 5  | Non    | 1670       | Oui  |            | 6          |
| 서민 귀족 Le Bourgeois gentilhomme                                       | 무용희극                 | 장바티스트 륄리, puis Richard Strauss, André Jolivet                                                                                  | 5  | Non    | 1670       | Oui  | 48         | 4          |
| 프시케 Psyché                                                            | 무용비극                 | 장바티스트 륄리, puis Marc-Antoine Charpentier (musique perdue)                                                                       | 5  | Oui    | 1671       | Oui  | 82         | 1          |
| 스카팽의 간계 Les Fourberies de Scapin                                   | 희극                     | | 3  | Non    | 1671       |      | 18         | 1          |
| 에스카르바냐스 백작 부인 La Comtesse d'Escarbagnas                       | 희극                     | Marc-Antoine Charpentier | 1  | Non    | 1671       | Oui  | 18         | 1          |
| 유식한 여자들 Les Femmes savantes                                        | 희극                     | | 5  | Oui    | 1672       |      | 24         | 2          |
| 상상병 환자 Le Malade imaginaire                                         | 음악, 춤과 함께하는 희극 | Marc-Antoine Charpentier, puis Camille Saint-Saëns, André Jolivet, Georges Auric, Jean Claude et Angélique Nachon, Marc Olivier Dupin | 3  | Non    | 1673       |      | 4          |            |

## 참조 자료
- 이 문서에는 다음커뮤니케이션(현 카카오)에서 GFDL 또는 CC-SA 라이선스로 배포한 글로벌 세계대백과사전의 내용을 기초로 작성된 글이 포함되어 있습니다.

### 내용주
1. 1 2  D'abord prénommé Jean, il ne sera dit « Jean-Baptiste » qu'après la naissance de son premier frère, né en 1624 et également prénommé Jean. L'acte de baptême de Molière, transcrit par Edmond Révérend du Mesnil Mesnil 1879, 66쪽, indique : « Du samedy 15e janvier 1622, fut baptisé Jean, fils de Jean Pouquelin, marchant tapissier, et de Marie Cresé  [sic], sa femme, demeurant rue Sainct-Honoré. Le parin  [sic] Jean-Louis Pouquelin, porteur de grains, la marine  [sic] Denise Lescacheux, veuve de Sebastien Asselin, vivant maistre tapissier. » Jurgens 1963, 212쪽
2. ↑  Georges Forestier estime que Molière « naquit très certainement le 15 janvier, car l'usage était de baptiser le jour même de la naissance, surtout quand on craignait pour la vie du nouveau-né arrivé avant-terme », ses parents s'étant mariés le 27 avril 1621. Forestier 2018, 11쪽 « À moins, précise l'auteur dans une note de fin de volume, que ses parents n'aient consommé avant la cérémonie de mariage… »
3. ↑  Les registres paroissiaux de Saint-Eustache ont été détruits dans l'incendie de l'hôtel de ville de Paris en 1871. Mais l'acte de baptême de Molière avait été transcrit et publié cinquante ans plus tôt par l'ex-commissaire L.-F. Beffara dans sa Dissertation sur J.-B. Poquelin-Molière (p.6). La date de naissance de l'enfant n'y était pas précisée.
4. ↑  L'inscription que l'on peut lire aujourd'hui sur une façade au 31, rue du Pont-Neuf sous un buste de Molière (voir photo) est erronée. Molière n'est pas né dans cette maison. Wagner, qui a habité cette maison en 1839, le croyait et en était fier.
5. ↑  Elle s'orne en effet d'un magnifique poteau cornier représentant un oranger le long duquel grimpe une troupe de jeunes singes.
6. ↑  « Plusieurs fois l'an, voire le mois, devant des foules rassemblées pour un rituel qui tenait du spectacle, de la fête et du cérémonial, on y pendait, on y rouait, on y décapitait, on y essorillait les valets indélicats, on y livrait aux flammes, après les avoir lacérés, les livres condamnés par les autorités civiles ou religieuses. Jusqu'en 1535, on y avait également brûlé des hommes. » Rey 2010, 29쪽
7. ↑  Dans la famille de sa mère, l'arrière-grand-père, Guillaume Cressé, mort en 1617, était tapissier ; son oncle, Guillaume Cressé, était un tapissier fournisseur de Richelieu ; un cousin du grand-père de Molière, Pierre Cressé, était maître orfèvre à Paris et valet de chambre du prince de Condé ; un autre Pierre Cressé a été médecin à Paris. Voir Maxfield-Miller 1958.
8. ↑  Nicolas Poquelin a été ensuite concierge-tapissier de l'hôtel de Liancourt ou de La Rochefoucauld, rue de Seine. (Delay 1979, 102 et 104쪽.)
9. ↑  Il y avait huit « tapissiers ordinaires » qui servaient deux par deux un trimestre par an. La fonction est plus honorifique que lucrative (sans anoblir, elle permet de prendre le titre d’écuyer), mais un tapissier du roi doit être un habile homme d’affaires, disposant d’une bonne trésorerie ou d’un solide crédit.
10. ↑  Voir Thierry-Barbin 1682. La seule source qui nous fasse connaître le nom de ces auteurs est Jean-Nicolas de Tralage, neveu du lieutenant de police Gabriel Nicolas de La Reynie, qui, dans une note manuscrite qu'on peut dater de 1696, écrit : « Ceux qui ont eu soin de la nouvelle édition des Œuvres de Molière faite à Paris chez Thierry, l'an 1682, en huit volumes in-12, sont M. Vivot et M. de La Grange. Le premier était un des amis intimes de l'auteur, et qui savait presque tous ses ouvrages par cœur. L'autre était un des meilleurs acteurs de la troupe […]. La préface qui est au commencement de ce livre est de leur composition. » [Notes et documents sur l'histoire des théâtres de Paris au XVIIe siècle, par Jean Nicolas Du Tralage ; extraits mis en ordre et publiés d'après le manuscrit original par le bibliophile Jacob, avec une notice sur le recueil du sieur Du Tralage, Paris, 1880, p.30-31, consultable sur Gallica.] Sur l'identité du sieur Vivot, voir l'article très documenté de Jean Mesnard 1992.
11. ↑  Le prince étant de sept ans le cadet du fils du tapissier, ce détail semble douteux aux historiens modernes.
12. ↑  Grimarest 1705, 9쪽. Aucun document ne permet toutefois d'affirmer que Bernier et Chapelle ont été élèves des jésuites à Clermont.
13. ↑  Molière s'est intéressé plus tard à l'épicurisme dans la version radicale qu'en donne le De rerum natura de Lucrèce, dont il a traduit des fragments du deuxième livre dans un mélange de vers et de prose, dont rien ne subsiste aujourd'hui. Pas moins de six témoignages contemporains font état de cette « traduction ». Voir le texte de ces témoignages sur le site Molière-Corneille et à la date du 26 février 1659 dans les Éphémérides de François Rey, accessibles en ligne 보관됨 2016-04-19 - 웨이백 머신. Mais s'il faut en croire Michel de Marolles, cette traduction, qui était plutôt une adaptation comme d'autres avant lui s'y étaient exercés (en particulier Charles Cotin dans son Théoclée de 1646), avait été faite d'après la traduction en prose que Marolles lui-même avait fait paraître en 1650, puis en 1659. Celui-ci écrit dans la préface des Six livres de Lucrèce. De la nature des choses, troisième édition, 1677 : « Plusieurs ont ouï parler de quelques vers [d']après la traduction en prose qui fut faite de Lucrèce dès l’année 1649 [sic], dont il y a eu deux éditions. Ces vers n’ont vu le jour que par la bouche du comédien Molière, qui les avait faits [comprendre : ils n'ont pas été imprimés] […] Il les avait composés, non pas de suite, mais selon les divers sujets tirés des livres de ce poète, lesquels lui avaient plu davantage, et les avait faits de diverses mesures. Je ne sais s’il se fût donné la peine de travailler sur les points de doctrine et sur les raisonnements philosophiques de cet auteur, qui sont si difficiles, mais il n’y a pas grande apparence de le croire, parce qu’en cela même il lui eût fallu donner une application extraordinaire, où je ne pense pas que son loisir, ou peut-être quelque chose de plus, le lui eût pu permettre, quelque secours qu’il eût pu avoir d’ailleurs, comme lui-même ne l’avait pas nié à ceux qui voulurent savoir de lui de quelle sorte il en avait usé pour y réussir aussi bien qu’il faisait, leur ayant dit plus d’une fois qu’il s’était servi de la version en prose dédiée [par Marolles, en 1650] à la Sérénissime reine Christine de Suède. »
14. ↑  Charles Boullanger de Challuset (ou Le Boulanger de Chalussay), auteur d'une comédie satirique intitulée Élomire hypocondre, ou Les Médecins vengés (Élomire est une anagramme de Molière). Sur ce personnage, qui paraît bien informé de certains faits de la jeunesse de Molière, voir Madeleine Jurgens (1972년 4월). “Qui était Boullanger de Challuset ?”. 《Revue d'histoire du théâtre》. . Sa comédie, qui n'a probablement jamais été représentée, est considérée par les historiens comme « un texte de première importance ». L'édition originale de 1670, supprimée à la suite des poursuites intentées par Molière (dont fait état un « Avis au lecteur » que l'on trouve dans les réimpressions), est accessible en ligne sur Gallica. On peut lire sur le même site l'édition critique procurée par Louis Moland au XIXe siècle.
15. ↑  L'âge de la majorité civile à Paris est alors fixé à 25 ans.
16. ↑  On peut suivre sur transcription de documents authentiques les étapes de la courte vie de l'Illustre Théâtre dans Jurgens 1963, 90-108쪽
17. ↑  L'accent grave n'était pas encore en usage au XVIIe siècle (sauf sur les mots à, là, où), comme on peut le vérifier dans toutes les publications de l'époque, et en particulier dans le premier Dictionnaire de l'Académie française paru en 1694, trente ans après la mort de Molière (voir par exemple les entrées : amere, amerement, barriere, carriere, épithete, guere, premiere, premièrement, derniere, dernierement, etc.).
18. ↑  《La Polyxene de Moliere》 (프랑스어). 1632.
19. ↑  Rey & Lacouture 2007, 21-22쪽. On a observé depuis longtemps que Magdelon, la jeune précieuse que Madeleine Béjart incarnera en 1659 dans Les Précieuses ridicules, a choisi le nom de Polixène pour se faire valoir dans le monde. Il est vrai que ce nom était déjà celui d'un personnage de La Comédie sans comédie de Philippe Quinault, que les comédiens du Marais avaient créée au milieu des années 1650.
20. ↑  Pour une consultation des actes notariés dans lesquels signent les comédiens avec leurs noms de « fief », voir les ouvrages de Sophie-Wilma Deierkauf-Holsboer sur Le Théâtre de l'Hôtel de Bourgogne (Paris, Nizet, 1968) ; sur Le Théâtre du Marais (Paris, Nizet, 1954) et d'Alan Howe sur Le Théâtre professionnel à Paris, 1600-1649 (Paris, Archives nationales, 2000). La plus récente mise au point sur ce sujet se trouve à cette adresse.
21. ↑  Daniel de Cosnac, qui était alors aumônier de Conti, a raconté dans ses Mémoires (Paris, 1852, tome I, pp. 127-128), la manière dont il imposa Molière et ses camarades contre l'avis du prince, qui s'était engagé avec une troupe concurrente.
22. ↑  « Par exemple, Elomire/ Veut se rendre parfait dans l'art de faire rire ; / Que fait-il, le matois, dans ce hardi dessein ? / Chez le grand Scaramouche il va soir et matin. » Boullanger 1670, 13쪽, Lacour 1928, 13, 58쪽 참조.
23. ↑  Dans la farce française, les personnages n'étaient pas masqués mais avaient le visage enfariné. Voir Baschera 1998, 24쪽.
24. ↑  Voir Simon 1957, 8쪽 Ses œuvres seront désormais publiées, avec ou sans son accord, par les libraires Jean Ribou, Guillaume de Luyne, Claude Barbin, Gabriel Quinet, Thomas Jolly, Jean Guignard, Étienne Loyson, Louis Billaine, Pierre Trabouillet, Nicolas Le Gras, Théodore Girard et quelques autres. Sur les rapports complexes et difficiles de Molière avec ses éditeurs, voir Caldicott 1998, 121-157쪽
25. ↑  Dès le début de 1660, Thomas Corneille lui reprochait de mal jouer la tragédie et de ne réussir que dans des genres inférieurs, reproche que l'on retrouvera dès lors et pendant des années sous la plume de tous les détracteurs de Molière.
26. ↑  Acte 1 et début de l'acte 2, l'auteur ayant ensuite renoncé aux vers pour des raisons de délais.

### 참조주
1. ↑  Auteurs et répertoires 보관됨 2010-09-19 - 웨이백 머신 – Official site of the Comédie Française.
2. ↑  Nathalie Simon (27-11-2008). “Les auteurs les plus joués au théâtre”. 《Le Figaro》.
3. ↑  Jurgens 1972, 333-339쪽.
4. ↑  Goubert 1954.
5. ↑  Soulié 1863, 123쪽. Texte du contrat de mariage entre Jean Poquelin et Marie Cressé, 22 février 1621.
6. ↑  Beaussant 1992, 274-277쪽.
7. ↑  Jurgens 1963, 730-731쪽.
8. ↑  Jurgens 1963, 602-605쪽.
9. ↑  Correspondance de Roger de Rabutin, comte de Bussy avec sa famille et ses amis, Paris, 1858, tome II, p. 147, accessible sur Internet Archive, et Mémoires du P. René Rapin, Paris, 1865, t. 1, p. iv, accessible sur Gallica.
10. ↑  Rey & Lacouture 2007, 18쪽.
11. ↑  Duchêne 1998, 41쪽.
12. ↑  Soyer 1919.
13. ↑  Jürgen Grimm (1993). 《Molière en son temps》. Papers on French Seventeenth Century Literature.
14. 1 2  Chevalley 1973, 18쪽.
15. ↑  Jurgens 1963, 224-226쪽.
16. ↑  Simon 1957, 7쪽.
17. ↑  Jurgens 1963, 225쪽 ; Simon 1957, 7쪽
18. ↑  Philippe Cornuaille 외. 2015, 16-21쪽.
19. ↑  Jurgens 1963, 93-98쪽.
20. ↑  Chevalley 1973, 24쪽.
21. ↑  Jurgens 1963, 103쪽.
22. ↑  Jurgens 1963, 255-256쪽
23. ↑  Jurgens 1963, 105-106쪽.
24. ↑  Acte d'engagement du danseur Daniel Mallet, reproduit dans Jurgens 1963, 241쪽.
25. ↑  Grimarest 1705, 16쪽.
26. ↑  Paul Lacroix, La Jeunesse de Molière, Bruxelles, 1856, p. 58.
27. ↑  Maxfield-Miller 1959, 619-620쪽.
28. ↑  Forestier (2018). 《Molière》. 59-61쪽.
29. ↑  Molière 21[깨진 링크(과거 내용 찾기)].
30. ↑  Les mollières de la baie de Somme 보관됨 2017-09-05 - 웨이백 머신.
31. ↑  Duchêne 1998, 106쪽
32. ↑  Chevalley 1973, 32-71쪽.
33. ↑  Chappuzeau 1674, 214쪽.
34. ↑  Scarron, Le Roman comique.
35. ↑  Voir Isambert, Taillandier & Decrusy, Recueil général des anciennes lois françaises, depuis l'an 420 jusqu'à la Révolution de 1789, tome XVI, Paris, 1829, pp. 536-537.
36. ↑  Baluffe 1887, 170-186쪽.
37. ↑  Forestier 1990, 13.쪽
38. ↑  Voisin, Joseph de (1671). 《La Défense du traitté de Monseigneur le prince de Conti touchant la comédie et les spectacles》. Paris.
39. ↑  Lacroix 1876, 1쪽, https://gallica.bnf.fr/ark:/12148/bpt6k204334z/f50.image
40. ↑  Lacroix 1876, 6쪽, https://gallica.bnf.fr/ark:/12148/bpt6k204334z/f55.item
41. ↑  Forestier 1990, 15-16쪽.
42. ↑  Forestier 1990, 16쪽.
43. ↑  Hubert 1962, 24쪽.
44. ↑  Despois-Mesnard t.2, 20쪽.
45. ↑  Préface aux Précieuses Ridicules.
46. ↑  Duchêne 1998, 745쪽.
47. ↑  P.-L. Jacob, La Veuve à la mode.
48. ↑  Cité par Despois-Mesnard, Le Cocu imaginaire.
49. ↑  Duchêne 1998, 246쪽
50. ↑  Jurgens 1963, 552-553쪽.
51. ↑  Forestier 1990, 17쪽.
52. ↑  Bray 1954, 105-106쪽.
53. ↑  그녀의 딸이라는 말도 있다.

## 참고 문헌

### 참고 판본
- Eugène Despois; Paul Mesnard (1873-1900). 《Œuvres de Molière》 (프랑스어). Paris: Hachette. Despois-Mesnard1873. 
  - Cette édition critique, qui a fait autorité pendant un siècle, reproduit les textes des différentes polémiques autour des créations de Molière.

- Georges Couton (1971). 《Molière : Œuvres complètes》 (프랑스어). Paris: Gallimard. Couton 1971, t. 1.
- Georges Couton (1971). 《Molière : Œuvres complètes》 (프랑스어). Paris: Gallimard. Couton 1971, t. 2.
- Georges Forestier; Claude Bourqui (2010). 《Molière : Œuvres complètes》 (프랑스어). Paris: Gallimard. ISBN 978-2-07-011741-3. Forestier-Bourqui, t. 1.
- Georges Forestier; Claude Bourqui (2010). 《Molière : Œuvres complètes》 (프랑스어). Paris: Gallimard. ISBN 978-2-07-011742-0. Forestier-Bourqui, t. 2.
- Molière (1682). 《Œuvres de Monsieur de Molière》. Paris: Denys Thierry, Claude Barbin, Pierre Trabouillet. Thierry-Barbin 1682.
- Seul le premier volume est accessible en ligne.

### 인용된 연구와 저술
- [Anonyme] (1822). 《Mémoires sur Molière et sur Mme Guérin, sa veuve: suivis des Mémoires sur Baron et sur Mlle Lecouvreur par l'abbé d'Allainval, auteur de l'École des bourgeois》 (프랑스어). Paris: Ponthieu libraire. Mémoires 1822.
- Richard Andrews. “Molière, Commedia dell'arte, and the Question of Influence in Early Modern European Theatre” (영어) 100. Andrews 2005.
- Auerbach, Erich (1984). 〈La cour et la ville〉. 《Scenes from the Drama of European Literature》 (영어). Manchester University Press. Auerbach 1984.
- Marco Baschera (1998). 《Théâtralité dans l'œuvre de Molière》 (프랑스어). Paris: Gunter Narr Verlag. Baschera 1998.
- Philippe Beaussant (1992). 《Lully ou le Musicien du soleil》. Paris: Gallimard. Beaussant 1992.
- Catherine Cessac, Marc-Antoine Charpentier, Fayard, 2004. Le musicien de Molière, P. 12, 38, 54, 61-87, 89, 141, 164, 170, 222, 229, 453
- Catherine Cessac, Monumentale Marc-Antoine Charpentier, Musique pour les Comédies de Molière, édition scientifique CMBV 2019
- Henry Becque, « Molière et L'École des femmes » (Conférence prononcée à Bruxelles en 1886), dans Œuvres complètes, tome VII, Paris, G. Crès & Cie, 1926, p. 1-24, accessible sur Gallica.
- Paul Bénichou, Morales du Grand siècle, Paris, Gallimard, coll. Bibliothèque des idées, 1948, 227 p. Réédition, Paris, Gallimard, coll. Folio Essais, 1988, 313 p.
- 베르그송, 앙리 (1899). 《Le Rire : Essai sur la signification du comique》 (프랑스어). Paris: Félix Alcan. Bergson 1899.
- Charles Bernet (2009). 〈La distance intertextuelle et le théâtre du Grand Siècle〉. 《Mélanges offerts à Charles Muller pour son centième anniversaire》 (PDF). Paris: CILF. Bernet 2009. 2014년 2월 1일에 원본 문서 (PDF)에서 보존된 문서. 2021년 12월 26일에 확인함.
- Olivier Bloch (2000). 《Molière : Philosophie》 (프랑스어). Paris: Albin Michel. Bloch 2000.
- Bossuet (1881). 《Maximes et réflexions sur la comédie》 (프랑스어). Paris: Eugène Belin. Bossuet.
- Charles Boullanger de Challuset (ou Le Boulanger de Chalussay) (1670). 《Élomire hypocondre, ou Les Médecins vengés》 (프랑스어). Paris: C. de Sercy. Boullanger 1670.
- Bouquet, François (1880). 《La Troupe de Molière et les deux Corneille à Rouen en 1658》 (프랑스어). Paris: A. Claudin. ISBN 978-2-84050-986-8. Bouquet 1880.
- Armand de Bourbon-Conti (1667). 《Traité de la comédie et des spectacles selon la tradition de l'Église》 (프랑스어). Paris: Louis Billaine. Conti 1667.
- Bourqui, Claude (1999). 《Les sources de Molière : Répertoire critique des sources littéraires et dramatiques》 (프랑스어). Paris: SEDES. Bourqui 1999.
- Bourqui, Claude (2003). 《Molière à l'école italienne》 (프랑스어). Paris: L'Harmattan Italia. Bourqui 2003.
- René Bray (1954). 《Molière homme de théâtre》 (프랑스어). Paris: Mercure de France. ISBN 2-7152-1762-5. Bray1954.  Réédition, 1979 ; nouvelle édition, 1992.
- Caldicott, C.E.J. (1998). 《La Carrière de Molière entre protecteurs et éditeurs》 (프랑스어). Amsterdam: Rodopi. Caldicott 1998.
- Henry Carrington Lancaster (1942). 《A History of French Dramatic Literature in the Seventeenth Century》 (영어) V. Baltimore (Maryland, USA): The Johns Hopkins Press. Lancaster 1942.
- Jean Cazalbou; Denise Sevela. “Molière précurseur de la comédie sérieuse et du drame bourgeois”. Cazalbou et Sevela 1972.
- Samuel Chappuzeau (1674). 《Le Théâtre françois》. Lyon. Chappuzeau 1674. Réédition par Georges Monval, Paris, 1876, consultable sur Gallica
- Roger Chartier (mars-avril). “George Dandin, ou le social en représentation”. Chartier 1994.
- Chervet, Cyril (2012). 〈Portrait de Molière en philosophe : entre mythe historique et vérités littéraires〉. 《Ombres de Molière》. Chervet 2012.
- Chevalley, Sylvie (1973). 《Molière en son temps》 (프랑스어). Paris-Genève: Éditions Minkoff. Chevalley 1973.
- “La Fontaine et Molière”. Collinet 1974.
- Philippe Cornuaille (2015). 《Les Décors de Molière, 1658-1674》 (프랑스어). Paris: Presse de l'université Paris-Sorbonne (PUPS). ISBN 978-2-84050-986-8. Cornuaille 2015.
- Conesa, Gabriel (1983). 《Le Dialogue moliéresque : étude stylistique et dramaturgique》 (프랑스어). Paris: Presses universitaires de France. ISBN 978-2-13-038200-3. Conesa 1983.
- Dandrey, Patrick (1992). 《Molière ou l'esthétique du ridicule》 (프랑스어). Paris: Klincksieck. ISBN 2-252-03371-1. Dandrey 1992.
- Dandrey, Patrick (1998). 《Molière et la maladie imaginaire ou De la mélancolie hypocondriaque》 (프랑스어). Paris: Klincksieck. Dandrey 1998.
- Jean de Beer. “Réalisme de Molière”. De Beer 1961.
- Gérard Defaux (1980). 《Molière ou les métamorphoses du comique : De la comédie morale au triomphe de la folie》 (프랑스어). Lexington (Kentucky): French Forum, Publishers. Defaux 1980.
- Jean Delay (1979). 《Avant-Mémoire. D'une minute à l'autre》 (프랑스어). Paris: Gallimard. Delay 1979.
- Jean Donneau de Visé (1879). 《Oraison funèbre de Molière》. Librairie des bibliophiles. Donneau 1879.
- Roger Duchêne (1998). 《Molière》 (프랑스어). Paris: Fayard. ISBN 978-2-213-60040-6. Duchêne 1998.
- Émile Faguet, En lisant Molière. L'homme et son temps. L'écrivain et son œuvre, Paris, Hachette, 1914.
- André Félibien (1668). 《Relation de la fête de Versailles du dix-huitième juillet mil six cent soixante huit》. Paris: Pierre Le Petit. Félibien 1668.
- Fernandez, Ramon (1979). 《Molière ou l'essence du génie comique》 (프랑스어). Paris: Grasset. Fernandez 1979.  (Initialement publié sous le titre La Vie de Molière (Paris, Gallimard, 1929).)
- Filippi, Florence (2012). 〈Les vies de Molière (XVIIIe-XIXe siècles) : du parcours exemplaire à l'hagiographie〉. 《Ombres de Molière》. Armand Colin. Filippi 2012.  [Seul le premier tiers de l'article est consultable.]
- Georges Forestier (1990). 《Molière》 (프랑스어). Paris: Bordas. ISBN 978-2-04-019302-7. OCLC 23187360. Forestier 1990.
- Georges Forestier (2018). 《Molière》 (프랑스어). Paris: Gallimard. ISBN 978-2-07-013506-6. Forestier 2018.
- Georges Forestier; Claude Bourqui. “Comment Molière inventa la querelle de L’École des femmes…” 81. Forestier-Bourqui 2012.
- Marc Fumaroli (1996). 《Héros et orateurs : Rhétorique et dramaturgie cornéliennes》 (프랑스어). Paris: Droz libraire. Fumaroli 1996.
- Jean-Léonor Le Gallois de Grimarest (1705). 《La Vie de M. de Molière》. Paris. Grimarest 1705. Disponible dans Wikisource.
- Robert Garapon (1977). 《Le dernier Molière : Des Fourberies de Scapin au Malade imaginaire》. Paris: SEDES. Garapon 1977.
- Élizabeth Giuliani; Jean-Michel Vinciguerra (2015). 《La Farce à l'époque baroque 1600-1750》 (PDF) (프랑스어). Paris: BNF. Giuliani & Vinciguerra 2015. 2017년 8월 28일에 원본 문서 (PDF)에서 보존된 문서. 2021년 12월 26일에 확인함.
- Grimm, Jürgen (2000). “Roger Duchêne, Molière, 1998” 112. Grimm 2000.
- de Guardia, Jean (2007). 《Poétique de Molière : Comédie et répétition》 (프랑스어). Genève: Droz. ISBN 978-2-600-01120-4. OCLC 152504719. Guardia 2007.
- Pierre Goubert. “Une fortune bourgeoise au XVIe siècle : Jean Pocquelin, bisaïeul probable de Molière.”. Goubert 1954.
- Gueullette, J. E. (1952). “Un Avocat ami de Molière et de Boileau: Bonaventure de Fourcroy”. Gueullette 1952.
- Guibert, Albert-Jean (1961). 《Bibliographie des œuvres de Molière publiées au 틀:S-》. Paris: Centre national de la recherche scientifique. Guibert 1961.  (2 volumes)
- Hubert, Judd David (1962). 《Molière & The Comedy of Intellect》 (영어). Berkeley: University of California. Hubert 1962.
- Jurgens, Madeleine (1963). 《Cent ans de recherches sur Molière, sur sa famille et sur les comédiens de sa troupe》 (PDF). Paris: S.E.V.P.E.N. Jurgens 1963. 2015년 12월 10일에 원본 문서 (PDF)에서 보존된 문서. 2022년 5월 20일에 확인함.
- Jurgens, Madeleine (Octobre-décembre 1972). “Les origines beauvaisiennes de Molière”: 333–339. Jurgens 1972.
- Labbé, Dominique (15 octobre 2009). 〈La Fontaine et Molière〉. 《Si deux et deux sont quatre, Molière n'a pas écrit Dom Juan…》. Labbé 2009.
- La Grange (Charles Varlet) (1876). 《Registre de La Grange (1658-1685)》. Paris: Comédie française. La Grange.
- La Grange (Charles Varlet); Jean Vivot (1873). 〈Préface à l'édition de 1682〉. 《Œuvres de Molière éditées par Despois-Mesnard》. Paris. La Grange & Vivot 1682.
- Dominique et Cyril Labbé, M.R. (2001). “Inter-Textual Distance and Authorship Attribution. Corneille and Molière” 8. Labbé 2001.
- Léopold Lacour (1928). 《Molière acteur》 (프랑스어). Paris: F. Alcan. Lacour 1928.
- Lacroix, Paul (1876). 《Iconographie moliéresque》. Auguste Fontaine.
- Laverdet, Auguste (1858). 《Correspondance entre Boileau-Despréaux et Brossette》 (프랑스어). Paris: Techener. Brossette.
- Pierre-David Lemazurier (1810). 《Galerie historique des acteurs du théâtre français》. Paris: J. Chaumerot. Lemazurier 1810.
- Loiseleur, Jules (1877). 《Les Points obscurs de la vie de Molière》. Paris: Liseux. Loiseleur 1877.
- Jacques de Losme de Montchesnay (1742). 《Bolaeana, ou Bons mots de M. Boileau》. Amsterdam: L'Honoré. Montchesnay 1742.
- Pierre Louÿs (novembre). “L'Imposteur de Corneille et le Tartuffe de Molière”. Louÿs 1919.
- Mikhaïl Marusenko; Elena Rodionova (2010). “Mathematical Methods for Attributing Literary Works when Solving the "Molière-Corneille" Problem” 17. Marusenko 2010.
- Maxfield-Miller, Elizabeth (1959). “Molière and His Homonym Louis de Mollier” (영어) 74: 619–620. JSTOR 3040311. Maxfield-Miller 1959.
- Maxfield-Miller, Elizabeth (juillet). “La famille de la Mère de Molière (Famille Cressé-Asselin)”: 619–620. Maxfield-Miller 1958.
- Maxfield-Miller, Elizabeth (1975). 〈Molière and the court painters, especially Pierre Mignard〉. 《Molière and the Commonwealth of Letters : Patrimony and Posterity》 (영어). Jackson: University Press of Mississippi. Maxfield-Miller 1975.
- McKenna, Antony; Fabienne Vial-Bonacci (2005). 《Molière dramaturge libertin》 (프랑스어). Paris: Champion. ISBN 978-2-7453-1315-7. McKenna 2005.
- Mc Bride, Robert (2005). 《Molière et son premier Tartuffe : genèse et évolution d'une pièce à scandale》. University of Durham. McBride 2005.
- Mazouer, Charles (2006). 《Les Lieux du spectacle dans l'Europe du XVIIe siècle》. Gunter Narr Verlag. Mazouer 2006.
- “Molière et Marc-Antoine Charpentier”. Mazouer 1989.
- Jean Mesnard (1992). 〈Jean Vivot (1613-1690), ami, éditeur et biographe de Molière〉. 《L'Art du théâtre. Mélanges en hommage à Robert Garapon》. Paris: P.U.F. Mesnard 1992.
- Michaut, Gustave (1922). 《La Jeunesse de Molière》. Paris: Hachette. Michaut 1922.
- Moland, Louis (1863). 《Molière et la comédie italienne : ouvrage illustré de vingt vignettes représentant les principaux types du théâtre italien》. Paris: Didier. Moland 1863.
- Louis Moland, Molière, sa vie et ses ouvrages, avec une notice sur le théâtre et la troupe de Molière, Paris, Garnier Frères, 1887.
- Mongrédien, Georges (1965). 《Recueil des textes et des documents du 틀:S- relatifs à Molière (2 vol.)》. Paris: CNRS. Mongrédien1965.
- Mongrédien, Georges (1950). 《La Vie privée de Molière》. Paris: Hachette. Mongrédien 1950.
- Antoine de Montfleury (1663). 《L'Impromptu de l'Hôtel de Condé》.
- Jean Montenot (1/02/2007). “Un penseur pas si libertin”. Montenot 2007.
- Moore, W. G. (1957). “Le goût de la cour”. Moore 1957.
- Noël Peacock (2012). 《Molière sous les feux de la rampe》 (프랑스어). Paris: Hermann. Peacock 2012.
- Noël Peacock (2012). 〈Molière au panthéon cinématographique〉. 《Ombres de Molière》. Peacock 2012b.
- Charles Perrault, article « Jean Baptiste Poquelin de Molière », dans Les Hommes illustres qui ont paru en France pendant ce siècle, Paris, Antoine Dezallier, 1697, tome I, p. 79-80.
- Raymond Picard (1969). 〈Tartuffe, production impie ?〉. 《Mélanges d'histoire littéraire offerts à Raymond Lebègue》. Paris: Nizet. Picard 1969.
- Paul Pittion (1960). 《La musique et son histoire : tome I — des origines à Beethoven》. Paris: Éditions Ouvrières. Pittion.
- Poirson, Martial (2012). 〈Introduction générale〉. 《Ombres de Molière》. Poirson 2012.
- Julia Prest (2014). 《Controversy in French drama : Moliere's Tartuffe and the struggle for influence》 (영어). Basingstoke: Palgrave Macmillan. ISBN 978-1-137-34400-7. Prest 2014.
- Révérend du Mesnil, Edmond (1879). 《La Famille de Molière et ses représentants actuels, d'après les documents authentiques》. Paris: Liseux. Mesnil 1879.
- Rey, François (2010). 《Album Molière》 (프랑스어). Paris: Gallimard. ISBN 978-2-07-012234-9. OCLC 631653100. Rey 2010.
- François Rey; Jean Lacouture (2007). 《Molière et le Roi. L'Affaire Tartuffe》 (프랑스어). Paris: Le Seuil. Rey & Lacouture 2007.
- Luigi Riccoboni (1736). 《Observations sur la comédie et sur le génie de Molière》 (프랑스어). Veuve Pissot. Riccoboni 1736.
- Jean Rohou et Brigitte Prost, Lectures du Misanthrope, Rennes, Presses universitaires de Rennes, 2016, 163 p.
- Rossat-Mignod, Suzanne (1964). “Les femmes chez Molière”. Rossat-Mignod 1964.
- Sayce, Richard (1964). “Quelques réflexions sur le style comique de Molière” XVI. Sayce 1964.
- Jacques Scherer (1958). 〈La littérature dramatique sous Louis XIV〉. 《Histoire des littératures 3》. Paris: Gallimard. Scherer 1958.
- 생트뵈브 (1876). 《Portraits littéraires. Molière》 (프랑스어). Paris. Sainte-Beuve.
- Virginia Scott (2000). 《Molière : A Theatrical Life》 (영어). Cambridge University Press. Scott 2000.
- Alfred Simon (1957). 《Molière par lui-même》 (프랑스어). Paris: Le Seuil. Simon 1957.
- Eudore Soulié (1863). 《Recherches sur Molière et sur sa famille》 (프랑스어). Paris: Livre Hachette. Soulié 1863.
- Soyer, Jacques (1919). “Molière a-t-il passé sa licence en droit à l'Université d'Orléans?”. Soyer 1919.
- Jürgen von Stackelberg (1992). “Molière et Marolles : À propos des sources d'Amphitryon et de L'Avare”. Stackelberg 1992. , p. 679-685
- Surgers, Anne (2012). 〈Allégories et emblèmes incarnés : une lecture des frontispices de Chauveau-Brissart pour les éditions des pièces de Molière (1663-1682)〉. 《Théâtre et imaginaire. Images scéniques et représentations mentales》. Éditions universitaires de Dijon. Surgers 2012.
- Édouard Thierry (1880). 《Documents sur Le Malade imaginaire, Estat de la recette et despence faite par ordre de la compagnie》 (프랑스어). Paris: Berger-Levrault et Cie. Thierry 1880.
- Max Vernet (1991). 《Molière  : Côté jardin, côté cour》 (프랑스어). A.-G. Nizet. Vernet 1991.
- Warolin, Christian (2005). “Armand-Jean de Mauvillain (1620-1685), ami et conseiller de Molière, doyen de la Faculté de médecine de Paris (1666-1668)” (PDF). Warolin 2005.